# La Bazouge-de-Chemeré
La Bazouge-de-Chemeré (prononcé [la bazuʒ də ʃɛmʁe] ; orthographiée localement La Bazouge-de-Chémeré) est une commune française, située dans le département de la Mayenne en région Pays de la Loire, peuplée de 495 habitants.
La commune fait partie de la province historique du Maine, et se situe dans le Bas-Maine.

## Géographie
| Saint-Georges-le-Fléchard |                       | Vaiges         |
| Bazougers                 | La Bazouge-de-Chemeré | Saulges        |
| Saint-Denis-du-Maine      | La Cropte             | Chémeré-le-Roi |

La Bazouge-de-Chemeré se trouve pile sur le 48ème parallèle et surtout à seulement 54 km à l'ouest du Méridien de Greenwich donc midi solaire coïncide à 2 minutes près avec 13h en hiver (UTC+01:00) et 14h en été (UTC+02:00).

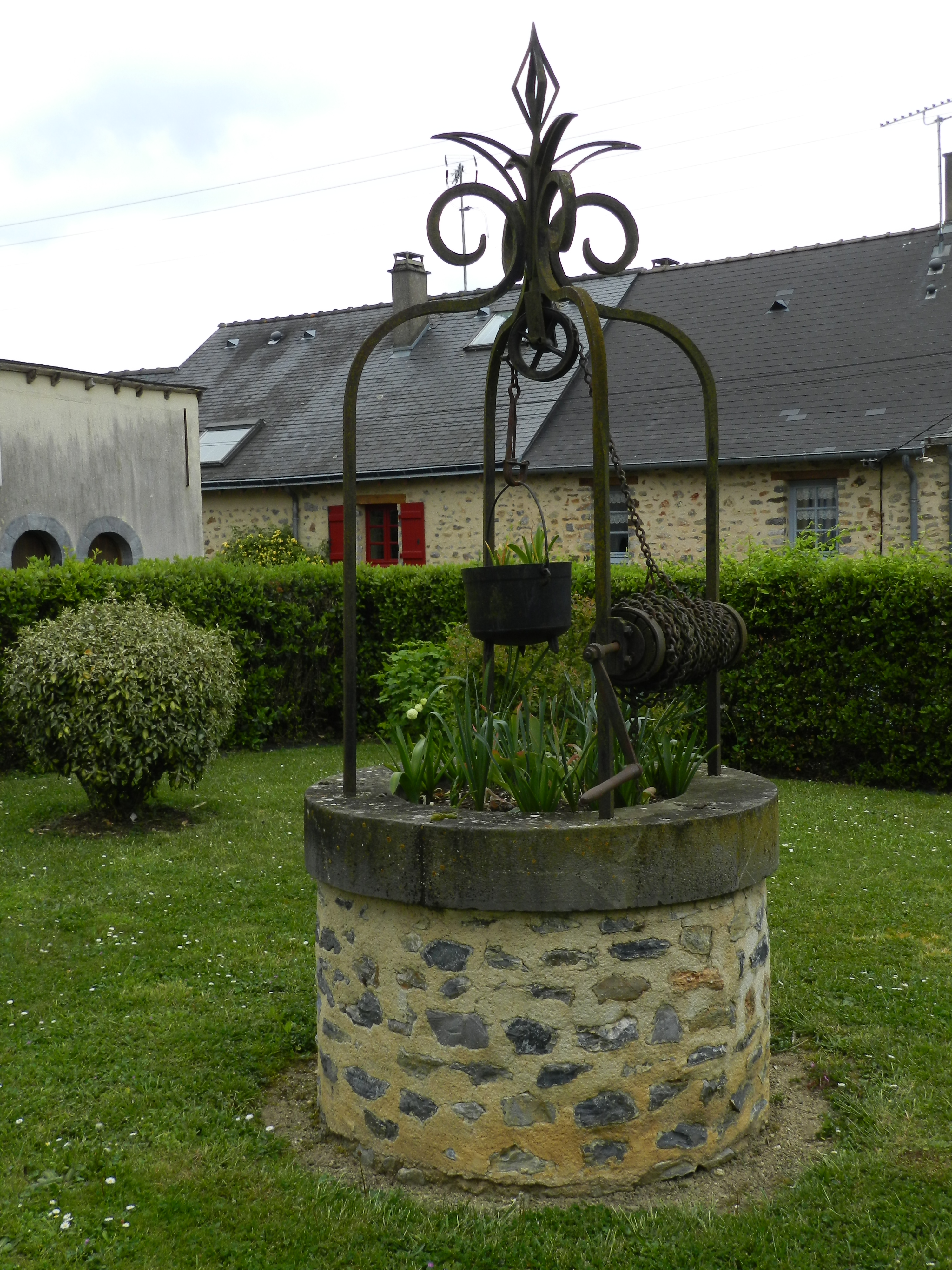
Puits de l'ancien presbytère devenu la mairie actuelle.
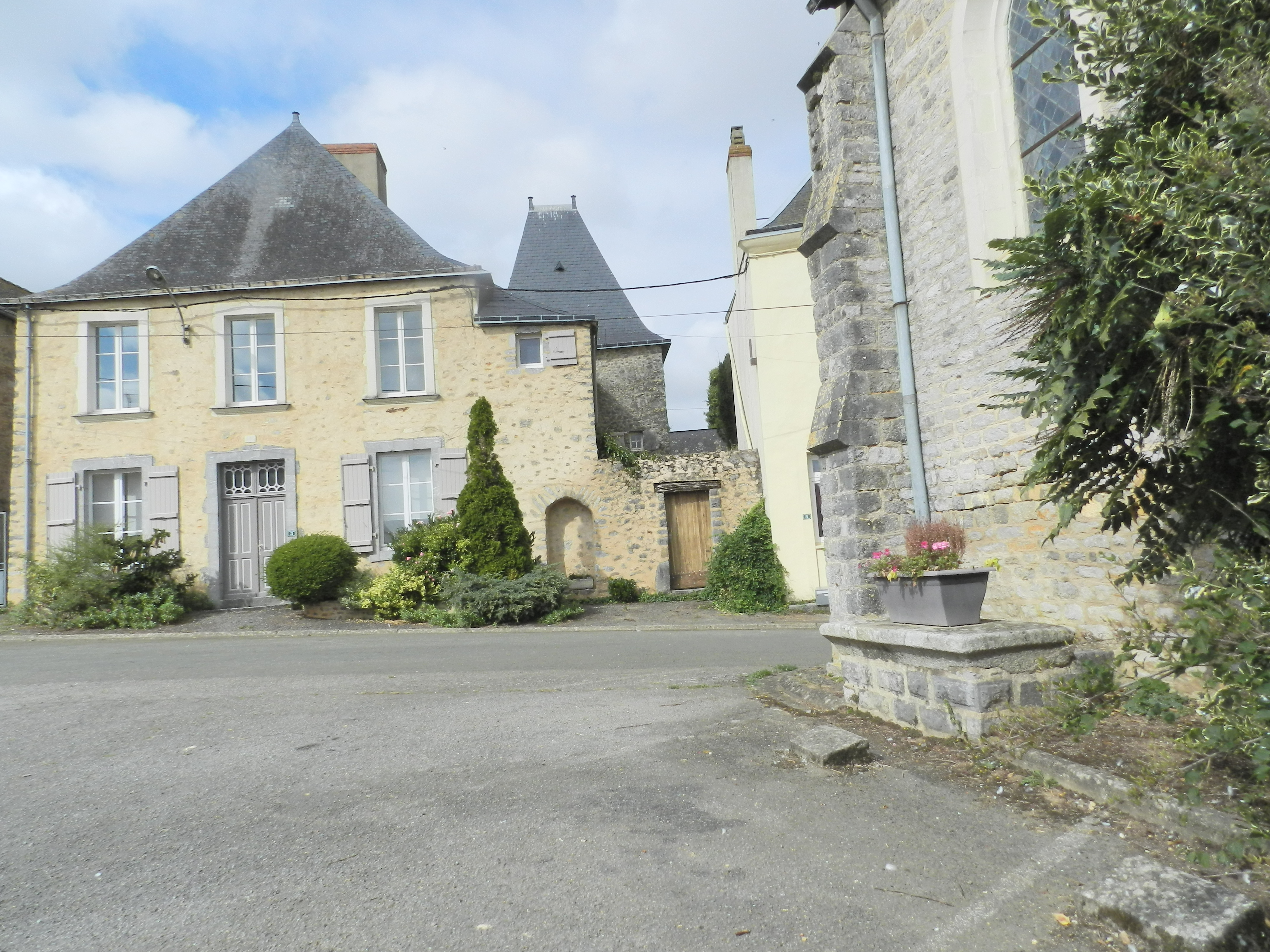
Place de l'église avec à droite la Babillarde, pierre sur laquelle montait le crieur public pour les annonces.

### Hydrographie
Le ruisseau le Chémerette, né à l'ouest de La Bazouge, conflue dans la Vaige au sud. La Vaige se jette dans la Sarthe au sud de Sablé-sur-Sarthe, non loin du confluent avec une rivière parallèle, l'Erve.

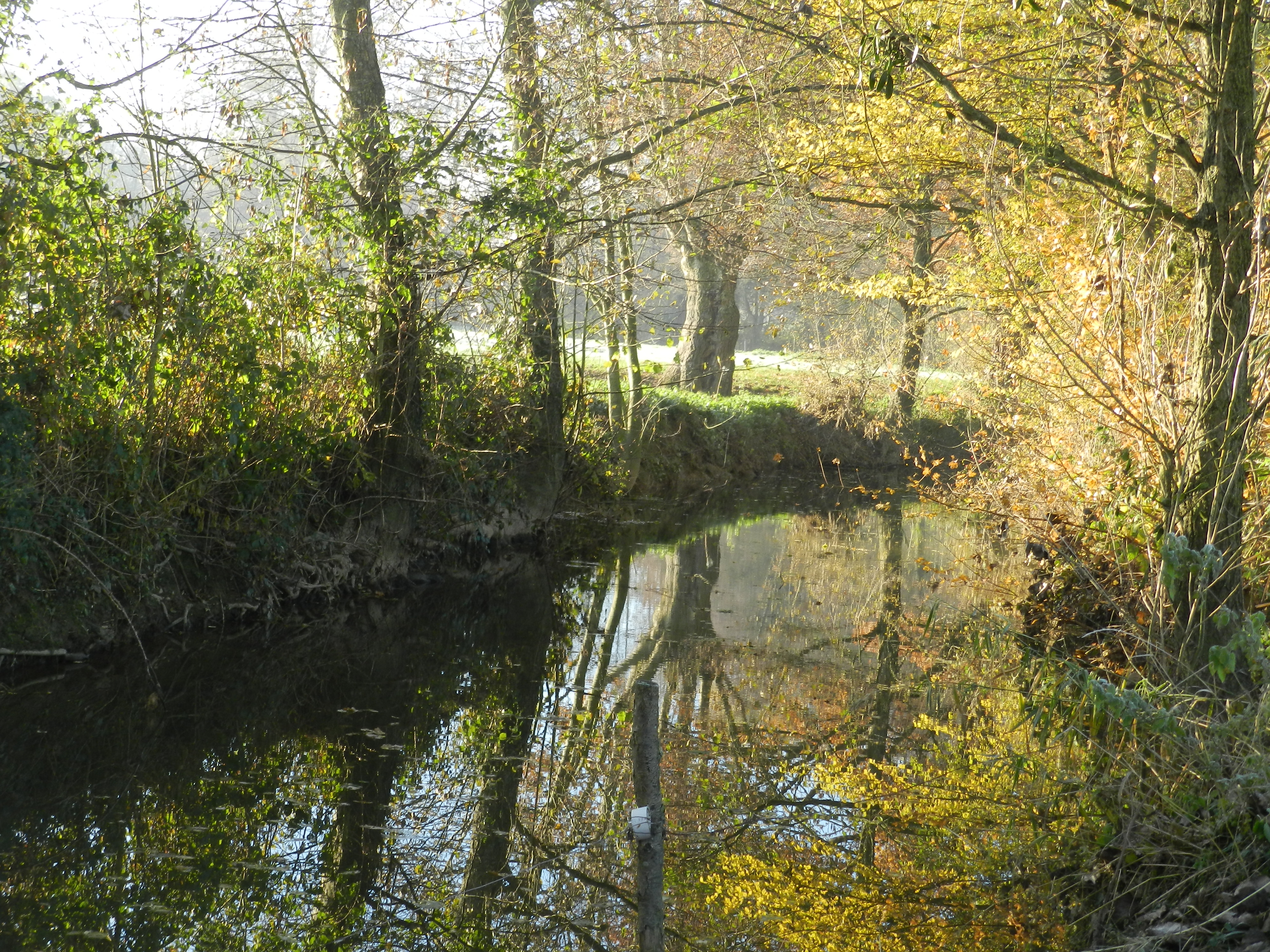
La Vaige au sud de la Bazouge.
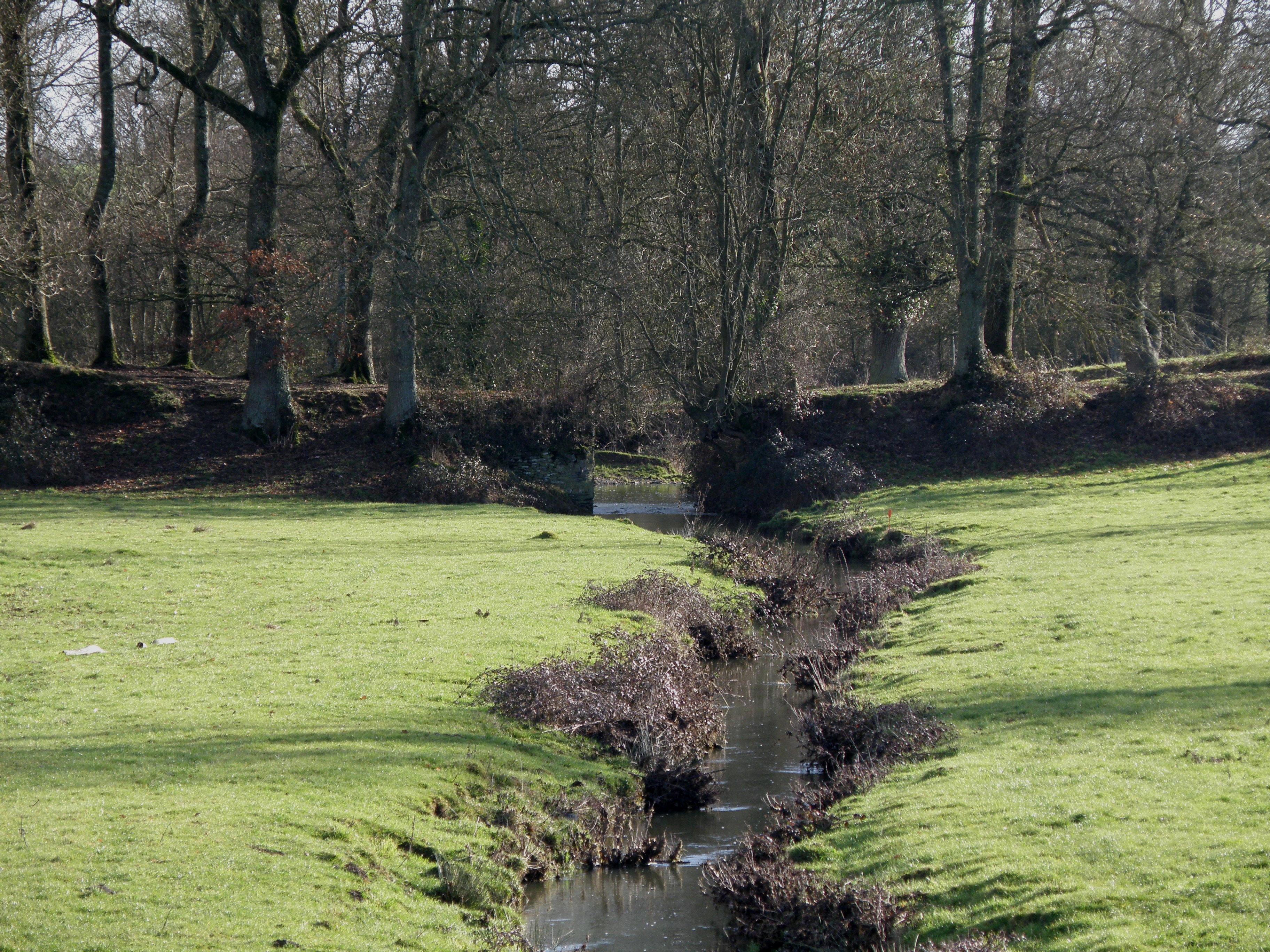
Le ruisseau le Chemerette passe sous un ancien chemin avant d'aller se jeter dans la Vaige.

### Géologie et relief
Le territoire de la Bazouge-de-Chemeré est assez peu mouvementé, sauf au bourg où la Vaige a creusé un lit profond entre deux couches bien distinctes : à l'ouest les schistes sur lequel est construit le bourg et à l'est un massif de calcaire troué de carrières. Le bourg offre ainsi un site assez pittoresque au-dessus de la vallée de la Vaige qu'un pont enjambe car les maisons et les clôtures y forment une sorte d'enceinte murée.
La Bazouge-de-Chemeré étant située à l'extrême est du Massif armoricain, la géologie y présente donc des faciès très variés. Au sud et à l'ouest, c'est plutôt ce qu'on appelle localement « l'argelette », à savoir des schistes argileux altérés et par endroit on trouve du schiste ardoisier. À l'est de la commune après un gros massif de calcaire on trouve des rhyolites, roches volcaniques dues à la rencontre de la plaque du Massif armoricain avec celle du continent. Au nord de la commune se trouvent des couches verticales renfermant par endroit des veines de charbon du bassin houiller de Laval, très fines ou regroupées en chapelets entre des couches de grès et des couches de grauwacke ; daté du Culm, du Viséen supérieur et du Namurien (daté entre -346 et -315 millions d'années).

### Climat
Pour des articles plus généraux, voir Climat des Pays de la Loire et Climat de la Mayenne.
En 2010, le climat de la commune est de type climat océanique altéré, selon une étude du CNRS s'appuyant sur une série de données couvrant la période 1971-2000. En 2020, Météo-France publie une typologie des climats de la France métropolitaine dans laquelle la commune est exposée à un climat océanique et est dans la région climatique  Moyenne vallée de la Loire, caractérisée par une bonne insolation (1 850 h/an) et un été peu pluvieux.
Pour la période 1971-2000, la température annuelle moyenne est de 11,3 °C, avec une amplitude thermique annuelle de 13,7 °C. Le cumul annuel moyen de précipitations est de 730 mm, avec 12,1 jours de précipitations en janvier et 6,9 jours en juillet. Pour la période 1991-2020, la température moyenne annuelle observée sur la station météorologique de Météo-France la plus proche, sur la commune de Saint-Georges-le-Fléchard à 4 km à vol d'oiseau, est de 11,8 °C et le cumul annuel moyen de précipitations est de 798,7 mm,. Pour l'avenir, les paramètres climatiques de la commune estimés pour 2050 selon différents scénarios d'émission de gaz à effet de serre sont consultables sur un site dédié publié par Météo-France en novembre 2022.

## Urbanisme

### Typologie
Au 1er janvier 2024, La Bazouge-de-Chemeré est catégorisée commune rurale à habitat dispersé, selon la nouvelle grille communale de densité à sept niveaux définie par l'Insee en 2022.
Elle est située hors unité urbaine. Par ailleurs la commune fait partie de l'aire d'attraction de Laval, dont elle est une commune de la couronne,. Cette aire, qui regroupe 66 communes, est catégorisée dans les aires de 50 000 à moins de 200 000 habitants,.

### Occupation des sols
L'occupation des sols de la commune, telle qu'elle ressort de la base de données européenne d’occupation biophysique des sols Corine Land Cover (CLC), est marquée par l'importance des territoires agricoles (99,6 % en 2018), une proportion identique à celle de 1990 (99,6 %). La répartition détaillée en 2018 est la suivante : 
terres arables (54,4 %), prairies (43,3 %), zones agricoles hétérogènes (1,9 %), espaces verts artificialisés, non agricoles (0,2 %), forêts (0,2 %). L'évolution de l’occupation des sols de la commune et de ses infrastructures peut être observée sur les différentes représentations cartographiques du territoire : la carte de Cassini (XVIIIe siècle), la carte d'état-major (1820-1866) et les cartes ou photos aériennes de l'IGN pour la période actuelle (1950 à aujourd'hui).

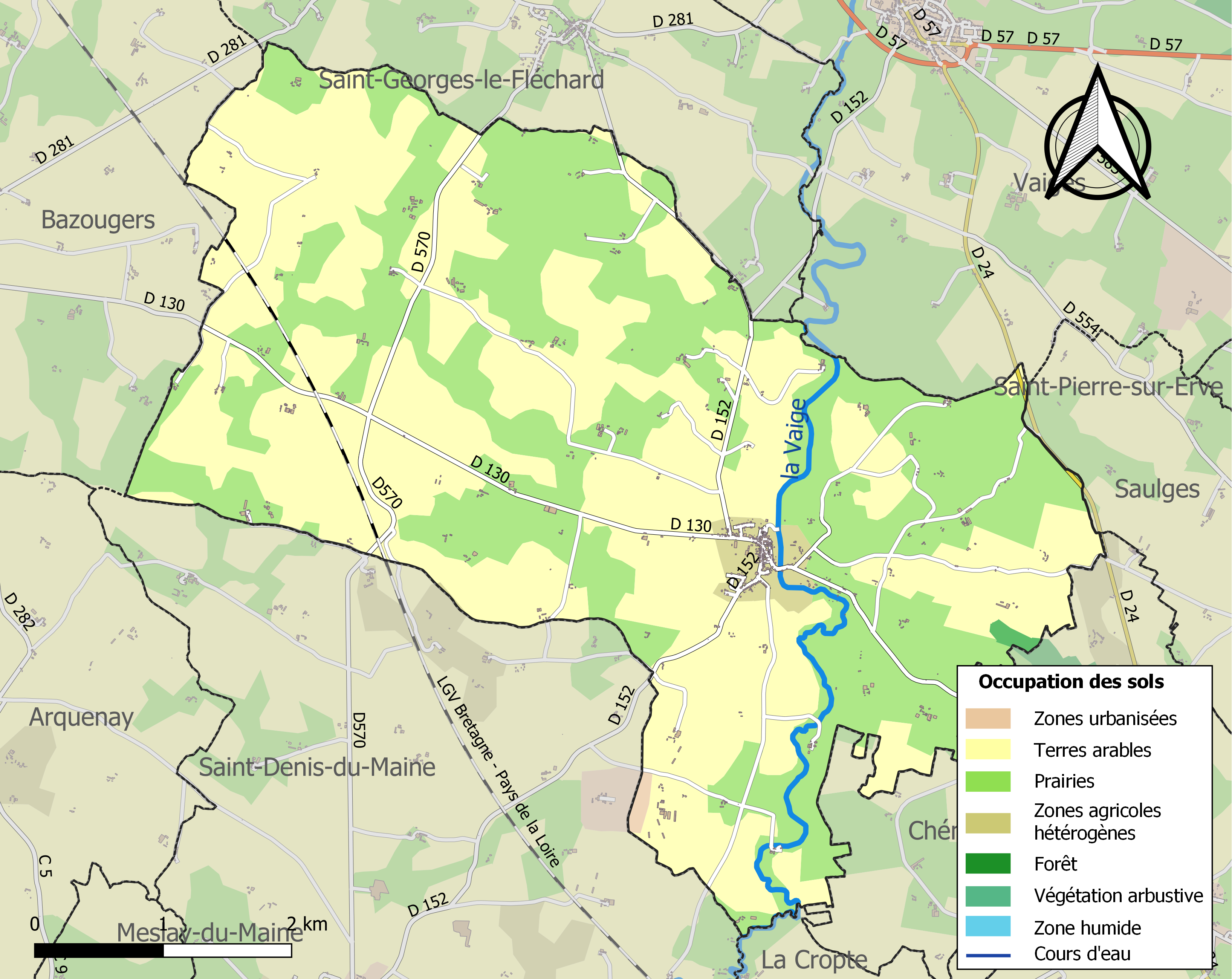
Carte des infrastructures et de l'occupation des sols de la commune en 2018 (CLC).

## Toponymie
La Bazouge-de-Chemeré est citée dès 1097 dans une bulle du pape Urbain II sous le nom de Basilgia et ensuite sous le nom de Basiligia ou Basogia, tous noms dont l'origine vient de basilica qui signifie d'abord étymologiquement "royale" puis chez les romains ou les gaulois un bâtiment civil lié au passage d'une voie antique et dans les premiers siècles de la christianisation une "chapelle consacrée à un saint".
Ce saint est peut-être saint Eutrope puisque l'assemblée du village se tenait le premier dimanche de mai (la Saint-Eutrope est fêtée le 30 avril) mais peut-être aussi Saint Gervais et saint Protais qui sont deux jumeaux fêtés ensemble en juin dont on ne donne souvent que le nom du premier pour qualifier l'église. En effet en 1111 l'évêché du Mans reconnait la propriété des églises suivantes Sanctus Petrus de Cripta (église Saint Pierre de La Cropte) et Sanctus Gervasius de Balsigia juxta Criptam(église St Gervais de la Bazouge proche de la Cropte), cette dernière indication pour distinguer cette Bazouge des nombreuses autres.
Après 1260, la Bazouge est considérée comme une partie de la châtellenie de Chémeré sans qu'elle ne semble posséder des droits ou une juridiction distincte. C'est sans doute pourquoi au lieu de l'appeler La Bazouge de la Cropte comme les évêques la nommait en latin elle s'est appelée  Bazoche-de-Chemeré, Bazoge-de-Chemeré en 1706 et Bazouge-de-Chémeré-le-Roi et enfin  Bazouge-de-Chémeré permettait de bien distinguer cette Bazouge de Bazouges près de Château-Gontier, de Bazougers, de La Bazouge-des-Alleux et dans les départements voisins de Bazouges-la-Pérouse (Ille-et-Vilaine), La Bazouge-du-Désert (Ille-et-Vilaine), Bazouges-sous-Hédé (Ille-et-Vilaine), Bazouges-sur-le-Loir (Sarthe). Aujourd'hui un accent difficile à prononcer a disparu et on écrit  Bazouge-de-Chemeré (cf ministère de l'intérieur, IGN, Michelin).

## Histoire

### Histoire évènementielle
Dans les années 1434, le comte d'Arundel et 12 000 Anglo-Normands occupent la région, rasant les châteaux de Meslay-du-Maine, de Bazougers et de Montsûrs. Les habitants de la Bazouge-de-Chémeré payent des sauf-conduits aux Anglais pour pouvoir se déplacer et commercer. Les années 1517 et 1586 sont des années de « contagion » où la mortalité est importante. En 1591, les Anglais, alliés des huguenots reviennent et ravagent le pays.

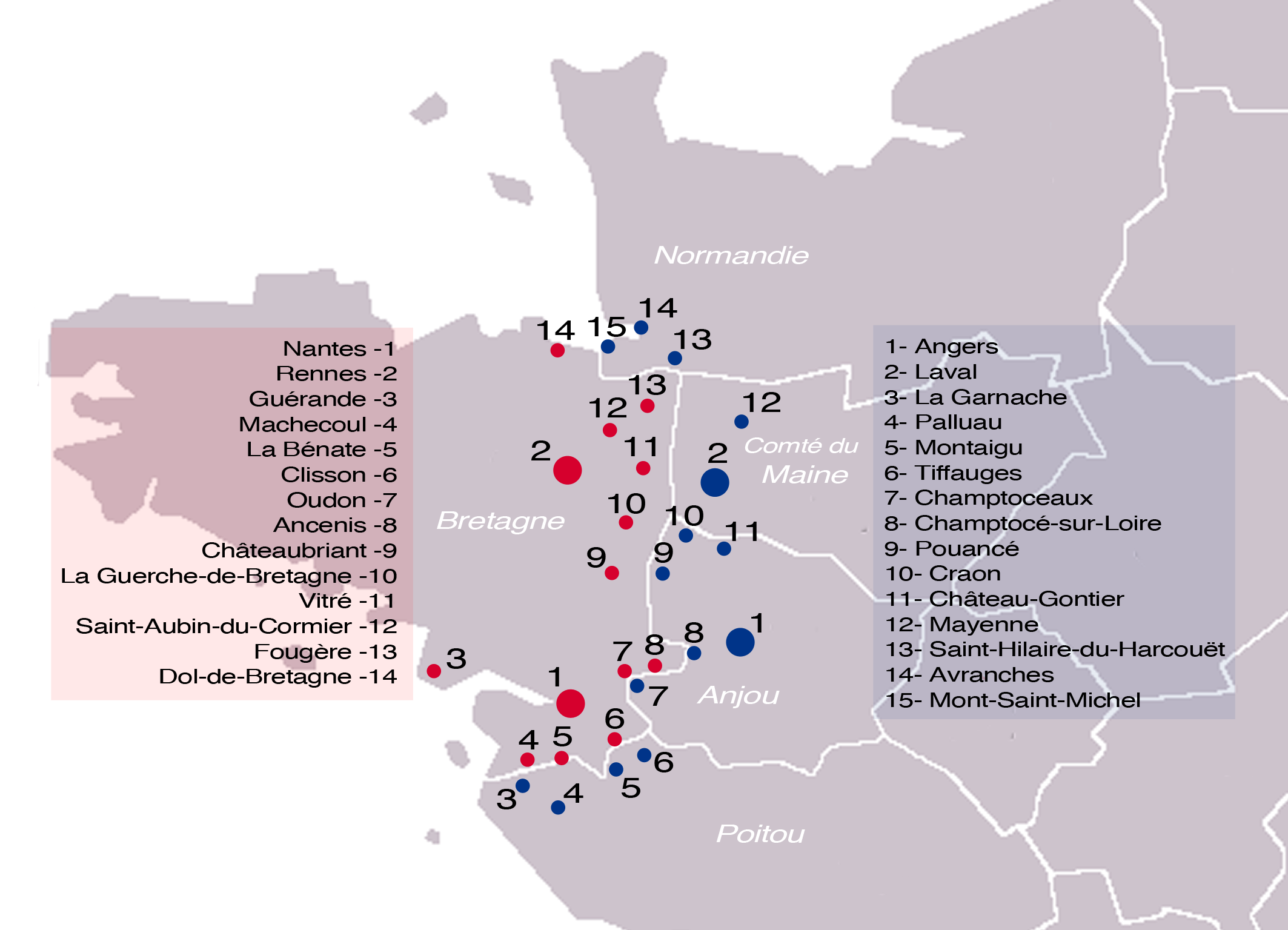
Châteaux-forts des marches de Bretagne

La Bazouge est située un peu à l'est de la Marche de Bretagne et de ses châteaux-forts de Lassay, Laval et Château-Gontier donc à la frontière de la région bretonne qui ne payait pas la gabelle du sel donc une aubaine pour enrichir les contrebandiers (faux-saulniers). A la révolution française la province du Maine fut divisée en 2 départements : la Mayenne et la Sarthe avec création de cantons et districts et le vote fut institué dans chaque commune. L'Abbé Angot nous dit que la première élection municipale en novembre 1791 nécessita l'intervention des gendarmes. La Révolution abolit la gabelle alors les contrebandiers habitués à se cacher et aux actions violentes contre les gabelous se tournèrent vers le brigandage. La levée en masse de soldats avec tirage au sort poussa un tiers des jeunes à déserter, à se cacher dans les bois et à vivre de rapines. Alors poussés par certains dans un but politique ils se qualifièrent de chouans et trouvèrent des prétextes politiques et religieux pour faire accepter les actes ignobles de la guerre civile : vols, attaque et incendie de villages avec assassinats de personnes et parfois viols. Ces prétextes étaient la vente des biens d'église aux riches bourgeois et la constitution civile du clergé. Ainsi ils pouvaient terroriser les paysans qui étaient heureux de ne plus devoir payer la gabelle, qui pensaient devenir moins dépendants de leurs nobles propriétaires et qui n'écoutaient pas toujours le curé. Les bleus de l'autre côté n'étaient pas forcément bien payés et pillaient aussi parfois les communes reprises. La Bazouge faisait donc partie de ces communes situées sur la ligne de front de la guerre civile entre les royalistes de l'Ouest et les républicains, et au Sud de la Chouannerie normande qui sévissait dans l'Orne. Une fois, les chouans n'arrivent pas à prendre la Bazouge car les Bleus s'étaient réfugiés dans l'église (et non dans la tour-clocher qui n'existait pas à l'époque) et une autre fois ils vont jusqu'à incendier l'église romane de La Cropte et le presbytère où un prêtre assermenté résidait. Le calme est plus ou moins rétabli en 1800 avec l'arrestation des plus dangereux et l'amnistie des autres chouans, alors nombreux sont ceux qui dénoncent les brigands qui salissent le mouvement qui est en même temps idéalisé par des curés ou des historiens royalistes (Duchemin-Descépeaux) qui créent et entretiennent le mythe des Martyrs de la Révolution en Mayenne (Jean Chouan, Jambe d'Argent) en gommant absolument tout ce qui aurait pu ternir leur image.
La Bazouge a été occupée deux fois par les Prussiens. Une première fois de 1815 à 1818 (à la suite de la défaite de Waterloo et l'exil de Napoléon) pendant la disette due à l'Éruption du Tambora en 1815 alors qu'il fallait en plus nourrir l'occupant.
En 1832 l'état est encore venu demander de rendre les armes cachées par les chouans au village voisin de Bazougers après l'échec de la chouannerie légitimiste qui avait suivi la révolution de 1830 où Louis-Philippe était devenu roi des français et avait adopté le drapeau tricolore.
En 1871 les troupes françaises se replient et font étape à La Bazouge puis celle-ci est occupée par les Prussiens (historiquement pour la seconde fois) brièvement après la Bataille du Mans (1871). Cette fois-là les Prussiens ont réclamé 30 000 francs-or et par défaut ont emmené le maire et le curé en otage dans la Sarthe puis ils ont fini par les libérer sans obtenir d'argent, ce que nous raconte avec plaisir l'instituteur dans la monographie de sa commune en 1899.

### Industrie duXVIIIesiècle: Carrières de calcaire et fours à chaux
Des carrières de calcaire ont été exploitées pour les fours à chaux et sont encore visibles à l'est du bourg, par exemple au lieu-dit Les Vignes. Il y avait effectivement quelques vignes au sud sur le calcaire.
Lors de la Révolution les cahiers de doléances se plaignent de la disette de bois que créent les fours à chaux. Le chaulage des terres améliore cependant beaucoup l'agriculture. L'exploitation locale de l'anthracite au XIXe siècle résoudra ce problème. En 1810 Napoléon Ier passe le Décret relatif aux Manufactures et Ateliers qui répandent une odeur insalubre ou incommode pour faire installer les fours à chaux loin des bourgs à cause de la pollution, appelée insalubrité. Louis XVIII confirme ce décret. Mais ces fours à chaux sont déjà installés proches des carrières de calcaire donc du bourg.

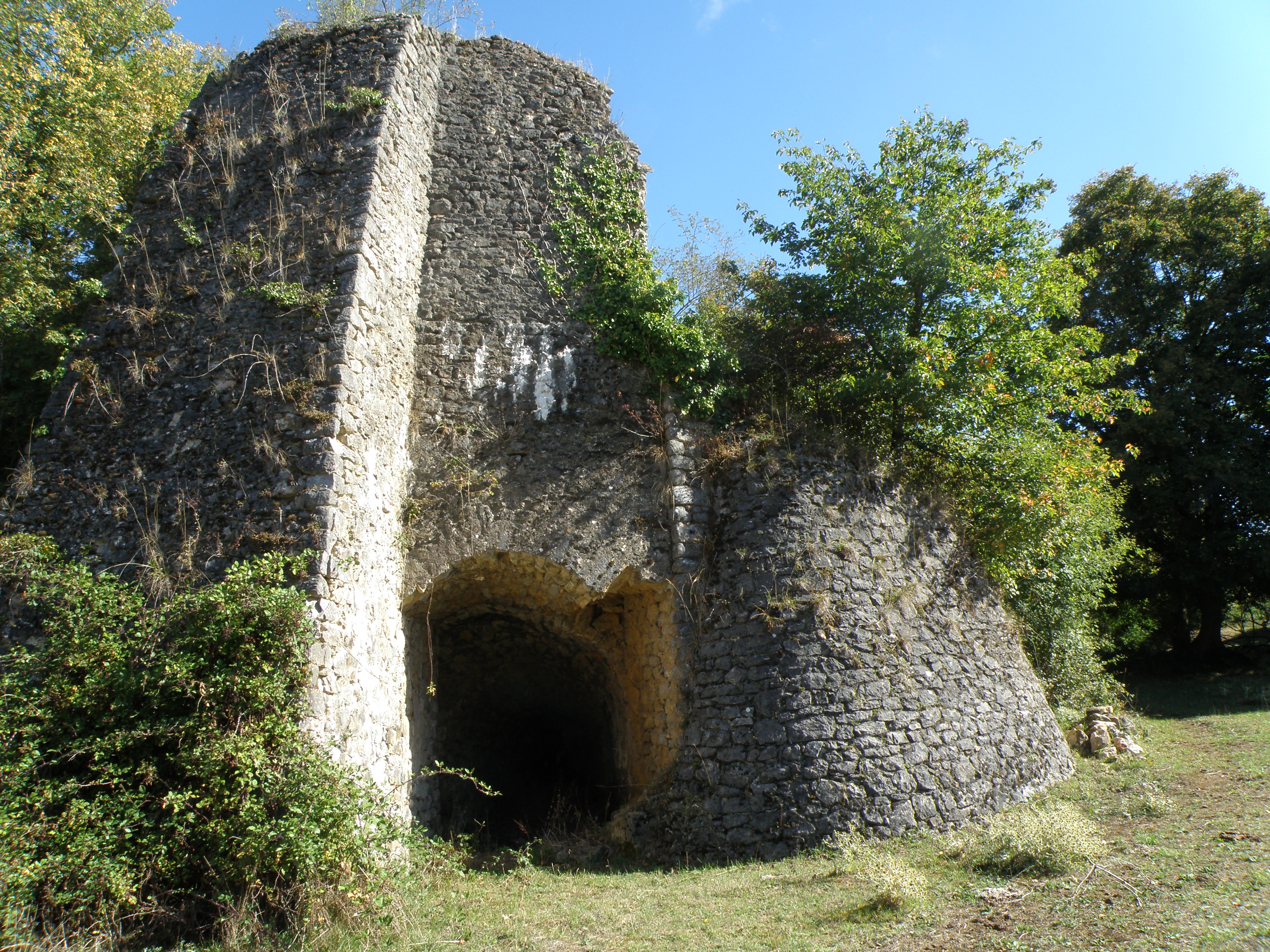
Four à chaux de la Fortinière.

### Industrie duXIXesiècle: les mines d'anthracite
Henri de La Rochelambert est un des rares aristocrates de Mayenne à investir dans l'industrie avec l'argent de ses cinquante métairies. Opposé à deux autres concurrents, il fut retenu avec d'autres associés et obtint en 1825 la concession pour l'exploitation des mines de charbon de La Bazouge-de-Chemeré et de St-Georges-le-Fléchard. L'anthracite de la Bazouge fut reconnu comme le moins mauvais et le plus dense de la région, juste bon pour alimenter les fours à chaux. En 1850, la population de La Bazouge atteignit son maximum car la mine n'était pas encore très mécanisée et l'on voit encore les habitations construites dans le bourg pour loger tous ces mineurs et dans les cartes postales anciennes du début du XXe siècle on voit presque tous les onze anciens cafés dont nous parle l'instituteur en 1899.
En 1896, la chaux ne se vendait plus pour le chaulage car les engrais chimiques venaient d'arriver : les mines s'arrêtèrent, on démonta tout et on boucha les puits. Alors, la Bazouge-de-Chemeré connut une période sombre avec tous ces mineurs et tous ces chaufourniers qui partaient et par conséquent tous les commerçants et artisans qui perdaient leur clientèle. C'est ce que l'instituteur put raconter en 1899 dans la monographie de sa commune que l'inspecteur d'académie lui avait demandé de rédiger pour l'Exposition universelle de 1900, comme pour tous les autres instituteurs du département.

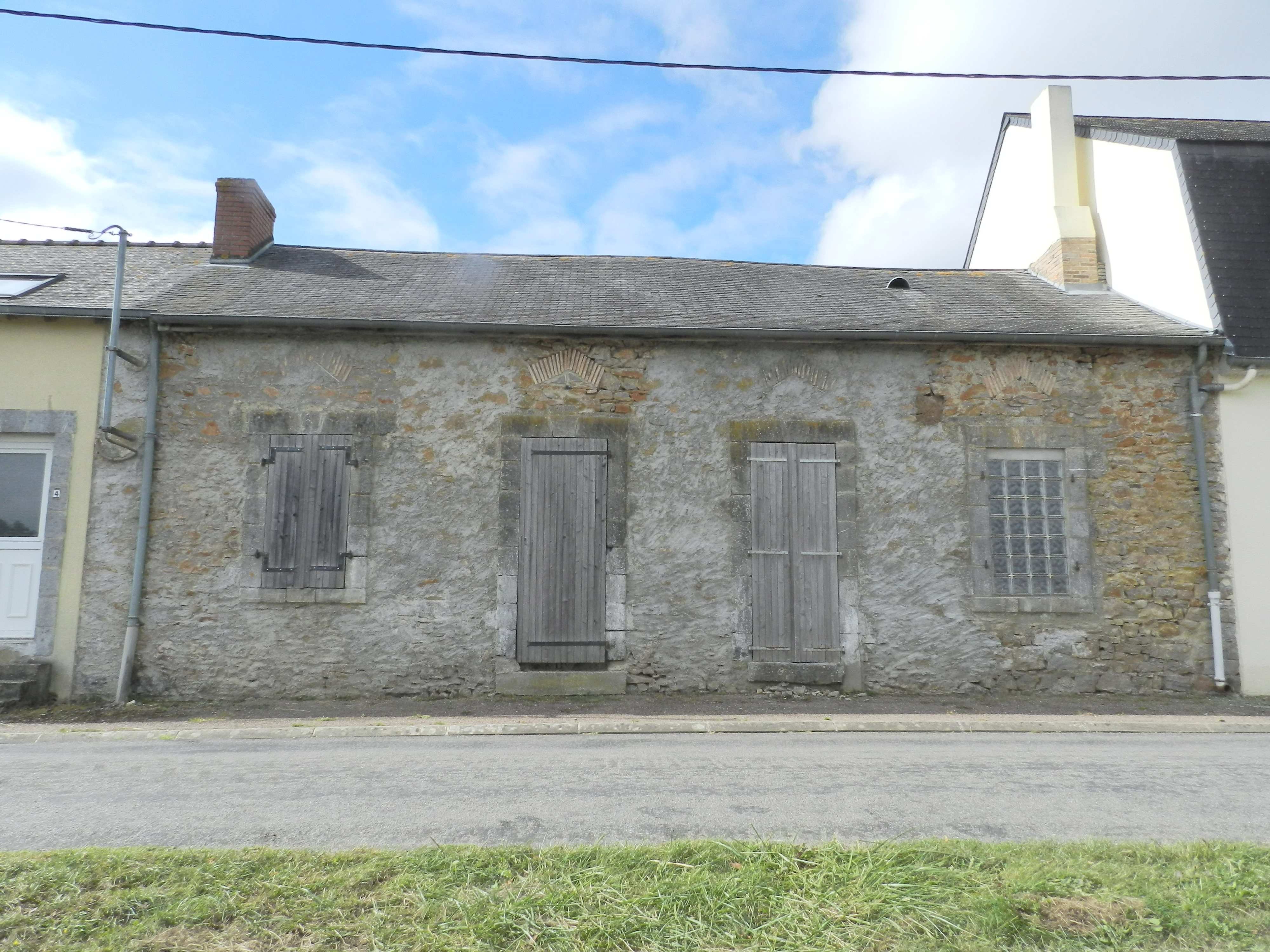
maison double de mineurs faisant partie d'un ancien coron en limite de village, le quartier de la Croix de la Barre.
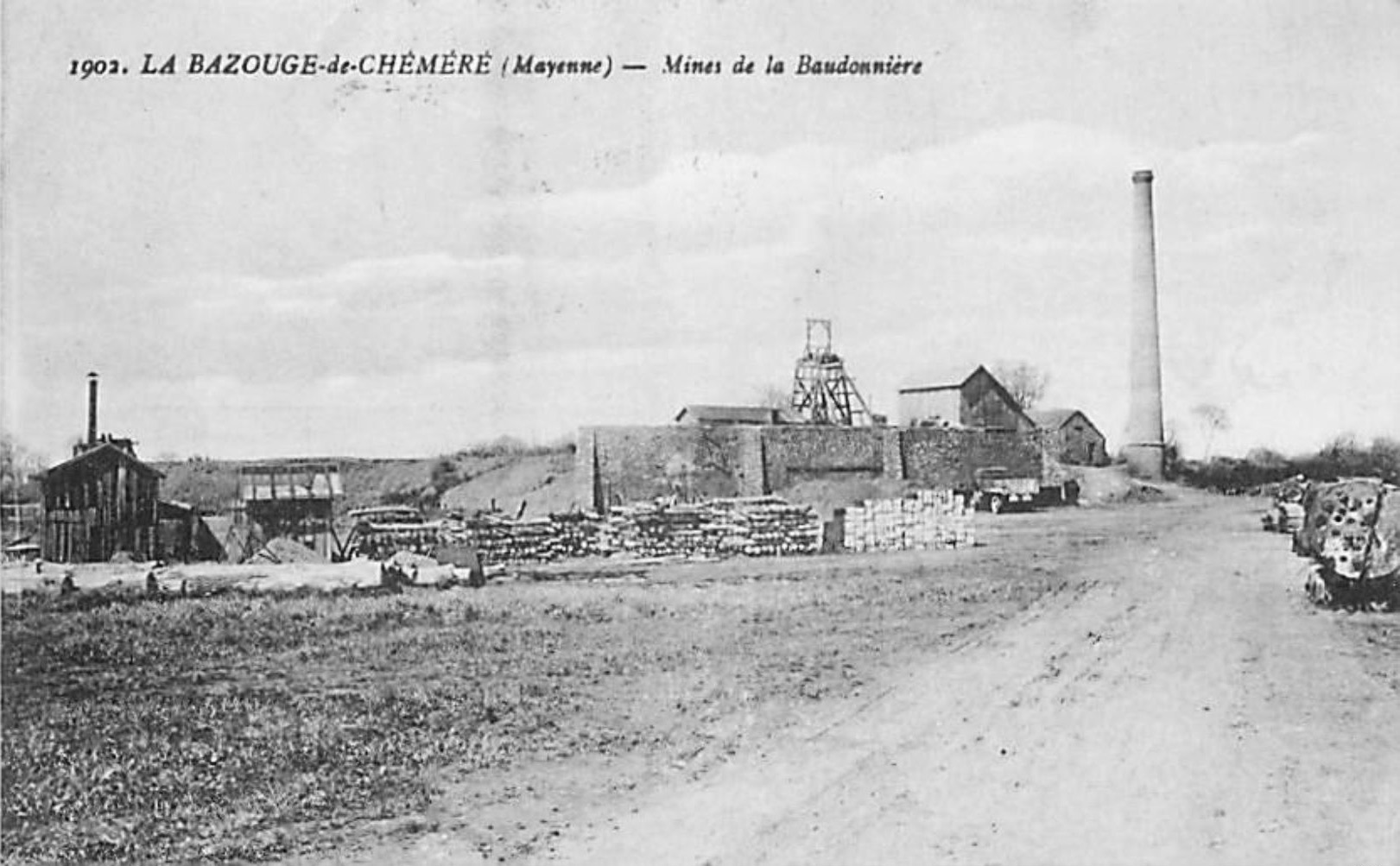
Le puits de la Baudonnière en activité.
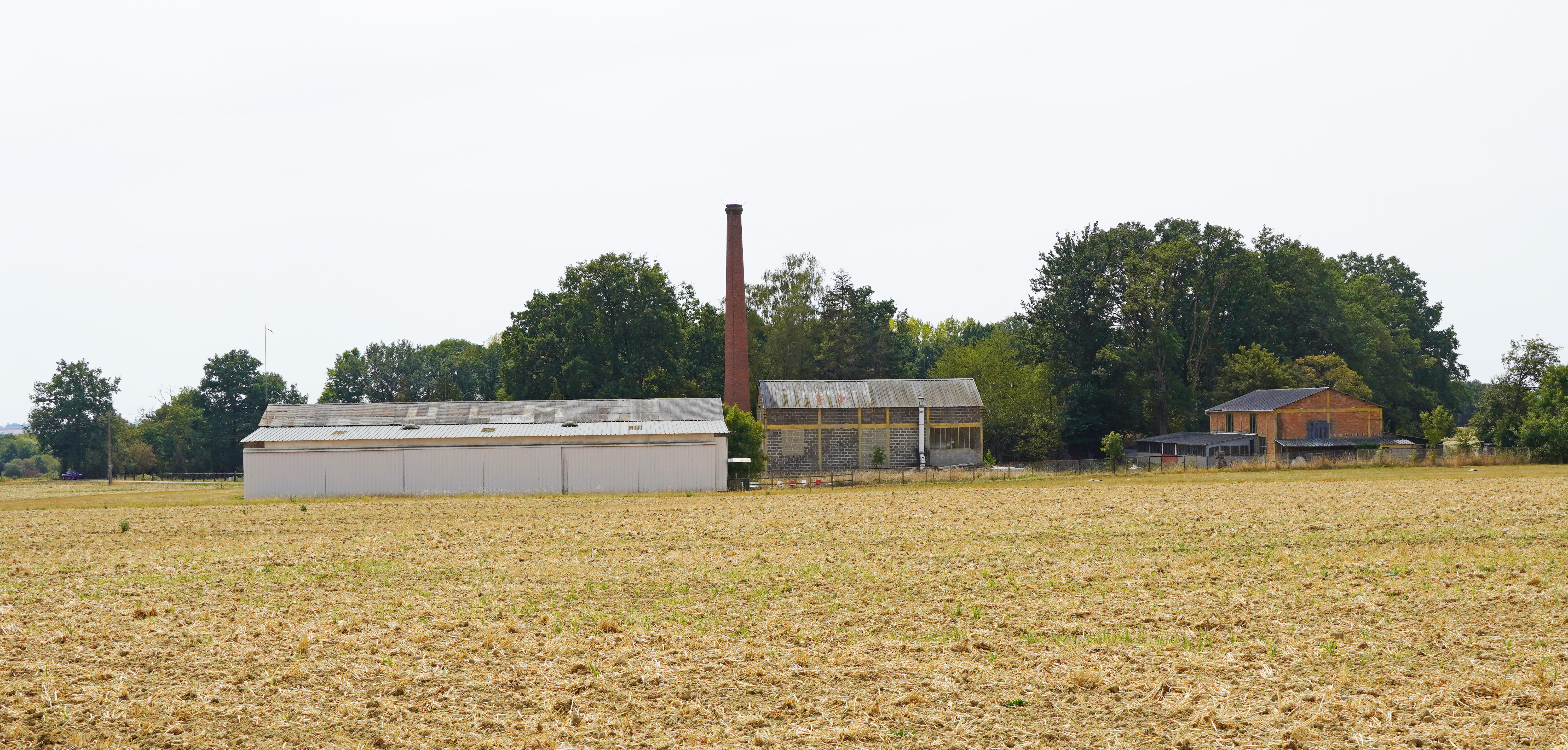
La base ULM dans les bâtiments de l'ancienne mine d'anthracite de la Baudonnière avec sa cheminée de machine à vapeur

### Lieux de terreur et lieux de dévotion: Gibet, chapelle Saint-Eutrope et chapelle Sainte-Barbe
La carte de Jaillot pour l'évêque du Mans en 1706 et plus tard la carte de Cassini de fin XVIIIe siècle nous montre la présence d'un lieu de justice (gibet) à La Bazouge sur la rive est de la Vaige tout en haut de la colline (103 m) vers Malabry, un lieu qui signifie être à tous les vents.
Toujours sur cette même carte, Jaillot indique une chapelle Saint-Eutrope aujourd'hui disparue, dédiée à Eutrope de Saintes, à peu près à l'endroit où se situe la source captée. Souvent près des sources il y avait des lieux saints qui ont été christianisés ensuite. L'abbé Angot dit qu'il ne l'a vue qu'encombrée de fagots : elle avait son chevet à l'est et dominait l'étang.
Jaillot indique aussi une chapelle Sainte-Barbe beaucoup plus au nord que l'actuelle chapelle des Mineurs dont sainte Barbe est la patronne et sera utilisée par eux 150 ans plus tard.
Il semblerait que la chapelle St Eutrope soit plutôt située derrière l'église et la chapelle Ste Barbe beaucoup plus près du village que sur le plan ; Jaillot préfèrait sans dout que sa carte soit belle, bien aérée plutôt que précise.

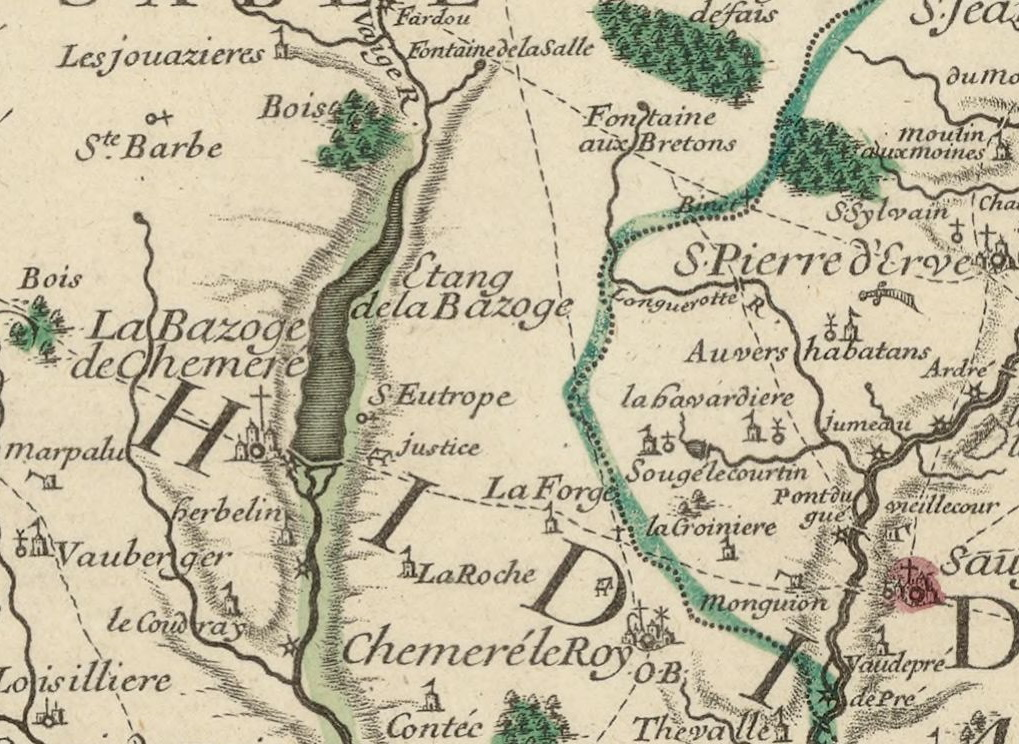
extrait de la carte de Jaillot 1706 (Source gallica.bnf.fr / BnF) avec les chapelles Saint-Eutrope et Sainte-Barbe et le lieu de justice (gibet)
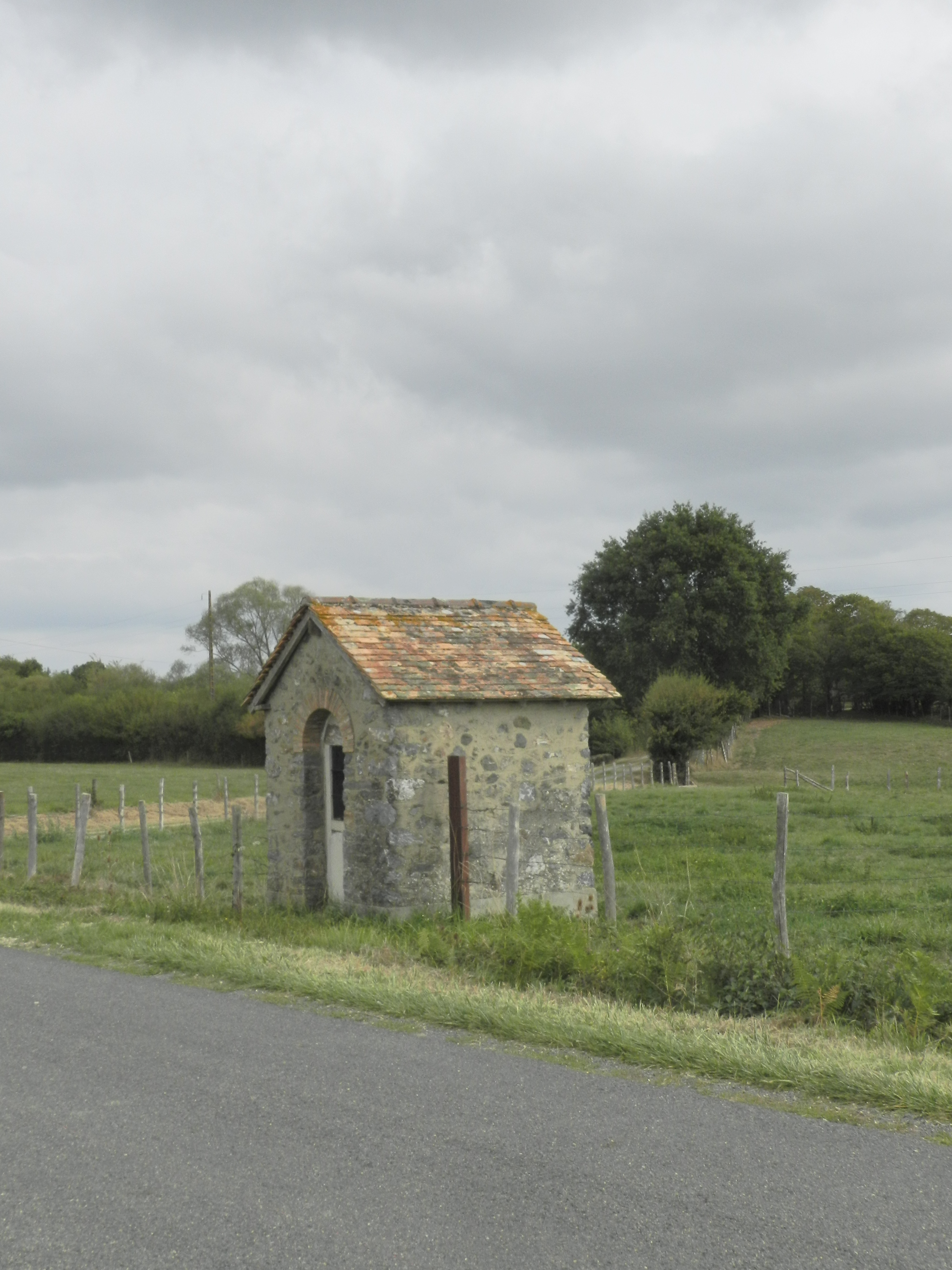
La chapelle Sainte-Barbe dite des Mineurs.

### La Bazouge-de-Chemeré au bord des voies de communication dès l'antiquité: le chemin rennais
L'abbé Angot nous parle du "chemin rennais" souvenir d'une voie romaine de Rennes au Mans passant à 1,5 km au sud du bourg. Trouvé entre Entrammes et Parné-sur-Roc il se poursuit à la limite communale (ces chemins très anciens servaient souvent naturellement de frontière aux communes) et il passe ensuite au sud du bourg : La Fleurière (Cadastre 1834 section E 4ème feuille), le Four rouge (section E 3ème feuille), La Thébaudière, puis au sud de Pont Corbin (Section E 2ème feuille) vers Le Gravier, enfin vers Brisanne (section D1 La Godivraie) puis il continue dans la commune de Chemeré-le-roi à la Tremblaie puis Cénière et ensuite on le perd... A l'époque d'Angot il allait parait-il visiblement jusqu'à Saulges.
La Bazouge-de-Chemeré a donc toujours été proche des grandes voies de communication : le "chemin rennais" dans l'histoire ancienne, la route royale puis nationale qui passe à Vaiges, le tramway à Vaiges de 1900 à 1938, et depuis octobre 1980 l'autoroute A81 avec sa sortie à Vaiges. Enfin depuis 2017 le TGV qui traverse une partie de la commune mais sans s'y arrêter.

### Grands travaux de modernisation des voies de communication auXIXesiècle
Sur le cadastre dit napoléonien de 1834 le chemin vicinal n°30 de Bazougers à Chemeré-le-roi passait dans la rue étroite devant  l'hôtel du Porche  puis dans la rue du four (Cadastre napoléonien 1834 - plan du bourg - section E1) avant de tourner dans  le chemin du bas qui descendait ensuite sur les digues (qu'on appelle la chaussée) de l'étang où était installé un moulin, le moulin de la Chaussée, la rue du Roquet restant un chemin trop raide et trop étroit. L'amélioration par l'empierrement de type macadam et le redressement de ce chemin vicinal de grande communication allant de Laval à Brûlon est décidé en 1843 : il passe par Forcé, Bazougers, La Bazouge-de-Chemeré, Chémeré-le-Roi (où il y a une fourche en direction de Meslay-du-Maine) puis Saulges, etc. Les travaux commencent en 1846. Mais ces travaux nécessitent le percement d'une nouvelle voie dans la commune, la "rue neuve" et la construction d'un pont par-dessus l'ancienne chaussée (digue du bas de l'étang) pour rester au même niveau que l'autre rive, ce qui a obligé la route à remonter d'un étage et à passer au-dessus du four de la Sauvagère. Ces travaux ont du se prolonger jusqu'en 1853 car en 1849 les communes de la Bazouge-de-Chemeré et de Chémeré-le-roi réclamaient encore leur prompt achèvement et la première pierre du pont a été posée seulement en 1852. On voit le chemin no 30 terminé sur la carte itinéraire du département de 1857. Aujourd'hui c'est devenu la départementale D130 dont les lignes droites datent de cette époque.
C'est plus tard en avril 1883 que le nouveau tracé et la macadamisation du chemin vicinal de grande communication no 52 qui joint Château-Gontier à Vaiges ont été acceptés, en particulier de St-Denis-du-Maine à la Bazouge-de-Chemeré en essayant de faire au moins cher puis de la Bazouge-de-Chemeré à Vaiges en passant au milieu des mines suivant une demande particulière de la commune. Ce chemin deviendra la départementale D152 moins rectiligne.

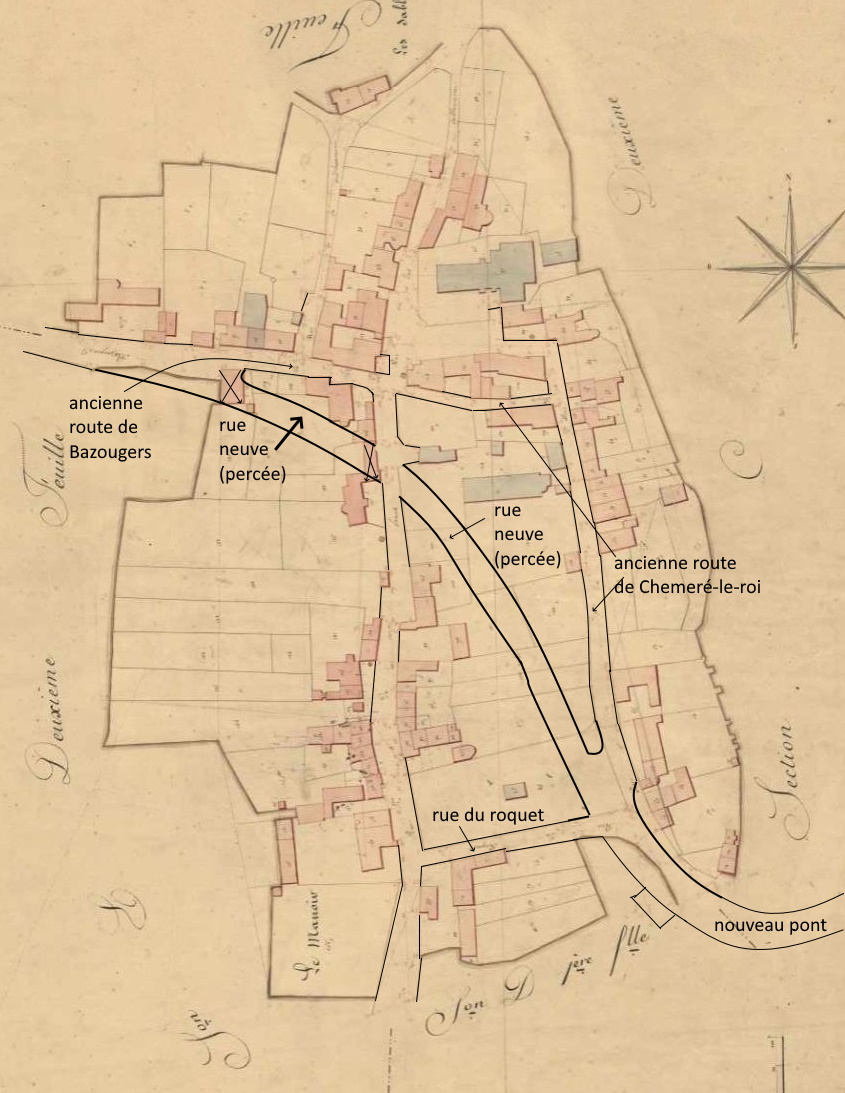
Le percement du bourg en 1852 pour le chemin n°30 et la construction du pont (source archives de la Mayenne pour le cadastre 1834)
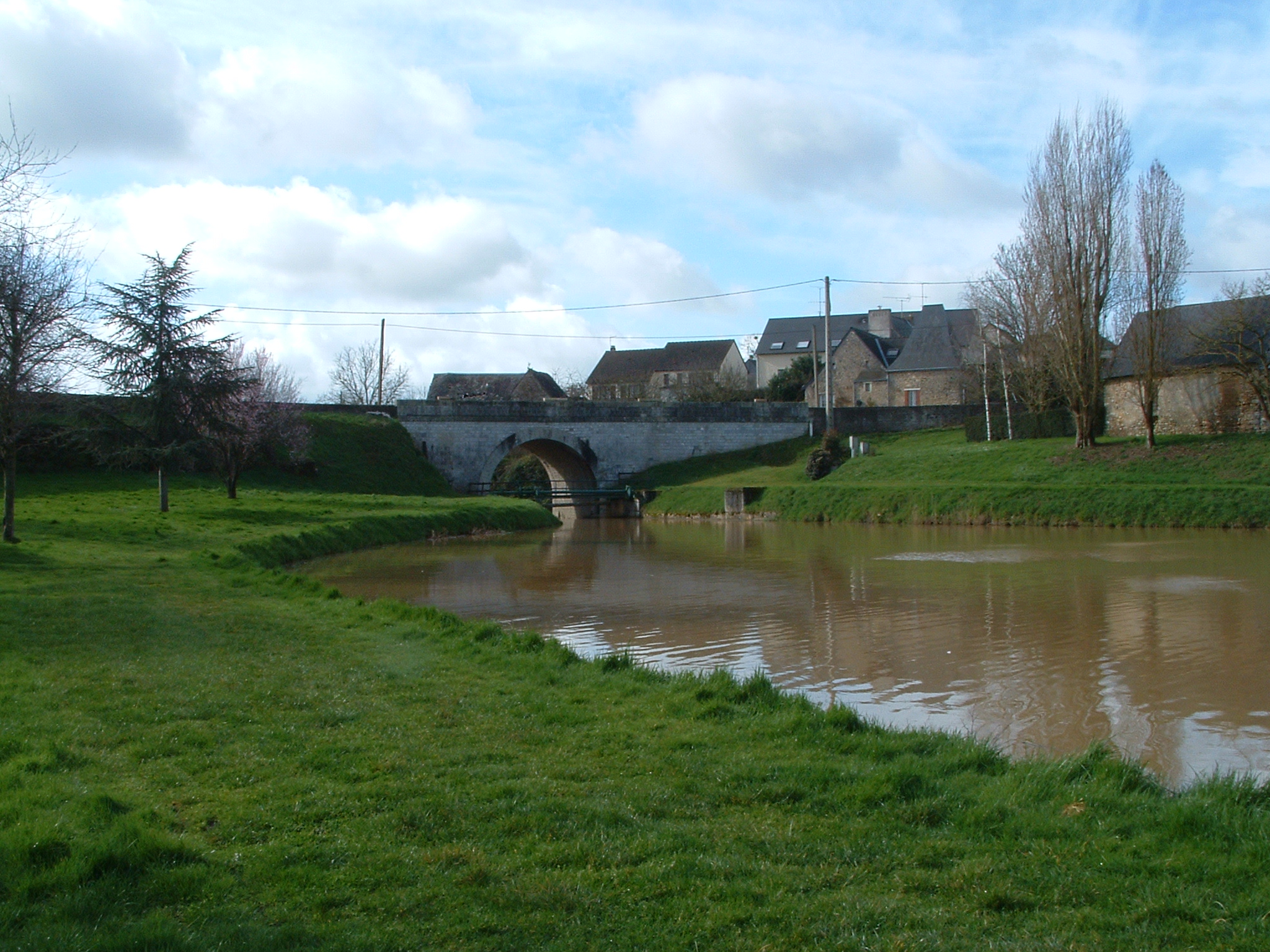
Le pont construit en 1852 au-dessus de la chaussée de l'étang et le plan d'eau en 2007
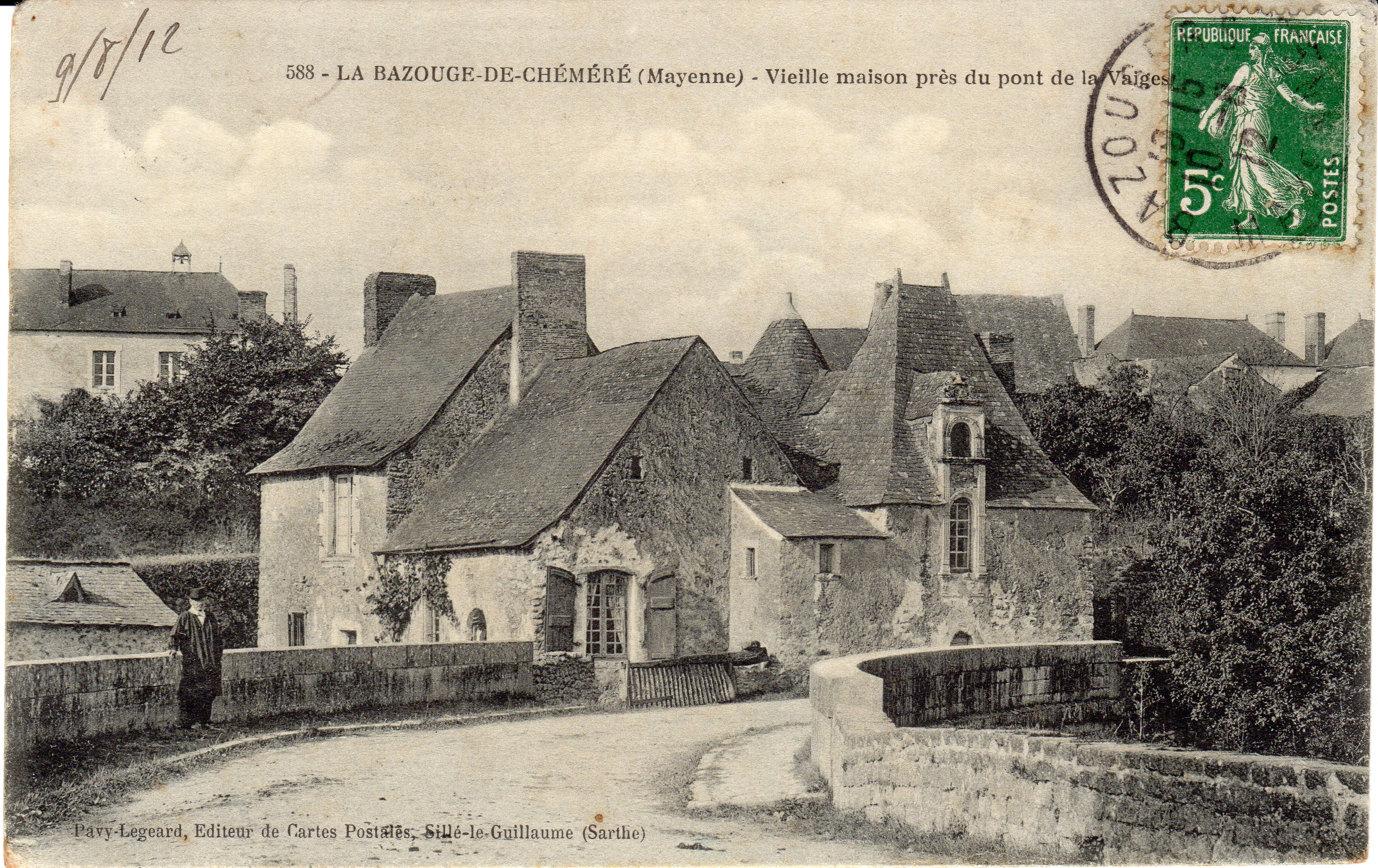
La Sauvagère en 1912, vieille maison du XVIIe siècle après le pont sur la Vaige telle que l'a vue l'abbé Angot avec sa fenêtre en tuffeau et au-dessus à gauche l'école laïque de garçons

### Histoires de l'étang et du plan d'eau
En 1706, sur la carte de Jaillot faite pour l'évêché du Mans, l'étang est déjà présent, peut-être créé au Moyen Âge par des moines comme souvent. En tout cas il facilite la défense de La Bazouge d'une attaque venue de l'est car l'accès est contrôlé par une maison bien nommée, la Sauvagère. La chaussée de l'étang a donné son nom à une maison, la Chaussée, et au moulin de la Chaussée. L'étang couvre toute la vallée de la Vaige sur 2 kilomètres de long et 18 ha depuis les limites de la commune au nord et jusque sous le bourg (cadastre 1834 section C2 La Fortinière). Comme la Vaige est une rivière dont le cours se coupe régulièrement en été, la vase de cet étang génère des odeurs et des moustiques. Une épidémie de malaria : fièvres intermittentes graves par leur généralisation mais bénignes individuellement, touche 208 habitants en 1855 et 522 en 1856 sur une population de 1700 nous dit l'instituteur dans la monographie de sa commune. Le rapport de Pierre Crié, médecin des épidémies de Laval, en 1857, considérait le miasme paludéen (les odeurs mais pas les moustiques) comme la cause unique indiscutable de toutes ces fièvres intermittentes (malaria c'est-à-dire « mauvais air »). Ce qui permet au préfet en janvier 1858 de tenter de faire passer un décret de destruction de l'étang insalubre aux dépens d'un grand propriétaire, M. de Martainville. Mais non sans mal, car le conseil municipal ne veut pas voter la fermeture de l'étang pour ne pas pénaliser son propriétaire. Alors le préfet usant de lois récentes sur l'hygiène, suspend le conseil municipal et met en place une commission municipale, laquelle vote donc la destruction de l'étang pour cause d'insalubrité. Le préfet fait ensuite approuver le décret par le ministère des travaux publics. Mais M. de Martainville porte l'affaire au Conseil d'État qui lui déclare qu'aucune indemnité ne lui serait due pour la suppression de  son étang insalubre mais casse le décret en décembre 1858, car le préfet n'a pas préalablement fait la demande au Conseil départemental de la Mayenne ni au Conseil d'arrondissement de Laval. Ces conseils se réuniront donc en mars 1859 pour valider le décret. Entretemps, le sieur de Martainville décède et en avril 1860 c'est sa veuve qui propose au fermier Ménard, preneur du bail sur l'étang, de demander une indemnité pour le moulin qui n'est plus mû par les eaux de l'étang, pour la perte du poisson contenu dans l'étang, pour la perte de clientèle, etc. Mais il n'aura rien devant le Conseil d'état.
En 1861 la commune est obligé d'établir un règlement pour l'utilisation du lavoir et de l'abreuvoir situés derrière l'ancienne chaussée de l'étang et dont l'eau est moins facile à renouveler depuis l'assèchement de l'étang.
Pendant 110 ans il n'y eut qu'une prairie comme nous le montre la carte postale ancienne. Puis un petit plan d'eau réservé à la pêche a été créé en 1973 mais il s'envasait régulièrement et  en 2018 pour répondre à la loi sur l'eau de 2006, le cours de la Vaige a d'abord été rendu indépendant puis le plan d'eau a été reconstruit.

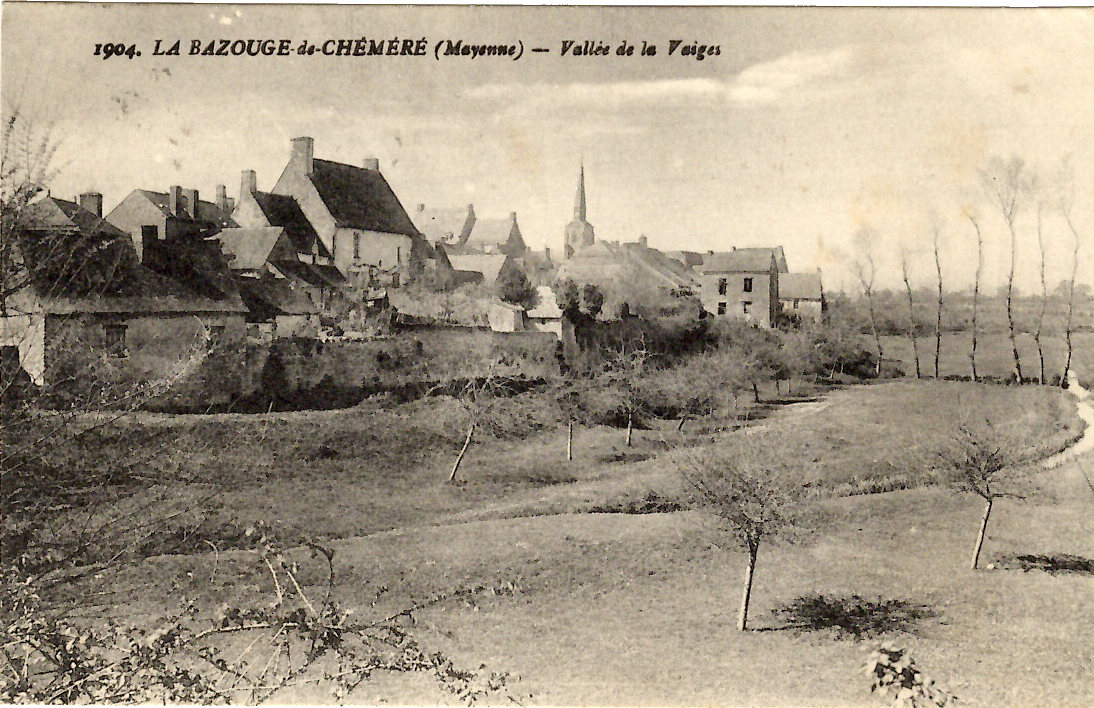
Carte postale ancienne d'avant 1926 montrant la situation du bourg sur son promontoire mais sans étang ni plan d'eau en dessous.
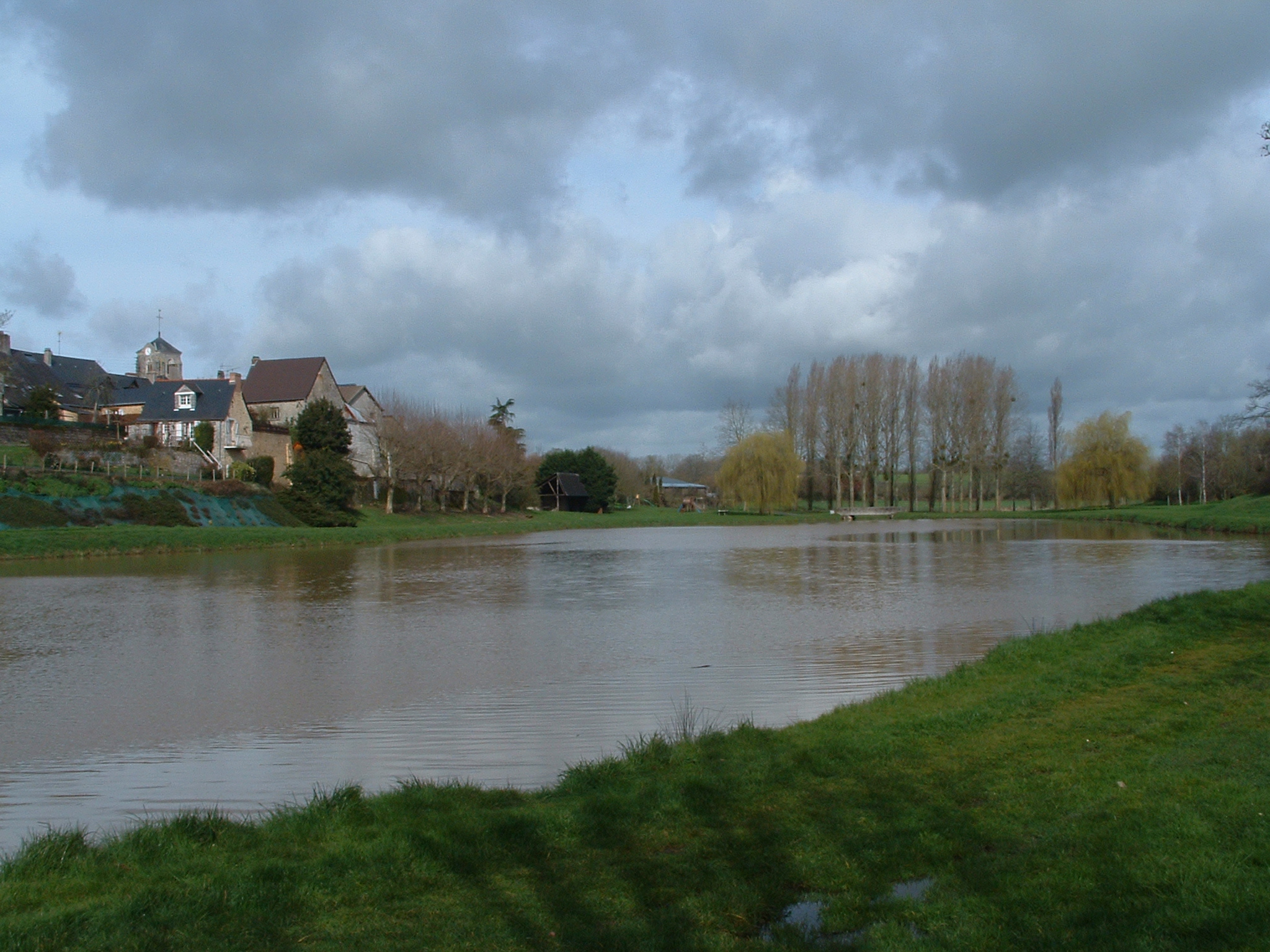
Le village sur son promontoire au-dessus du plan d'eau en 2007
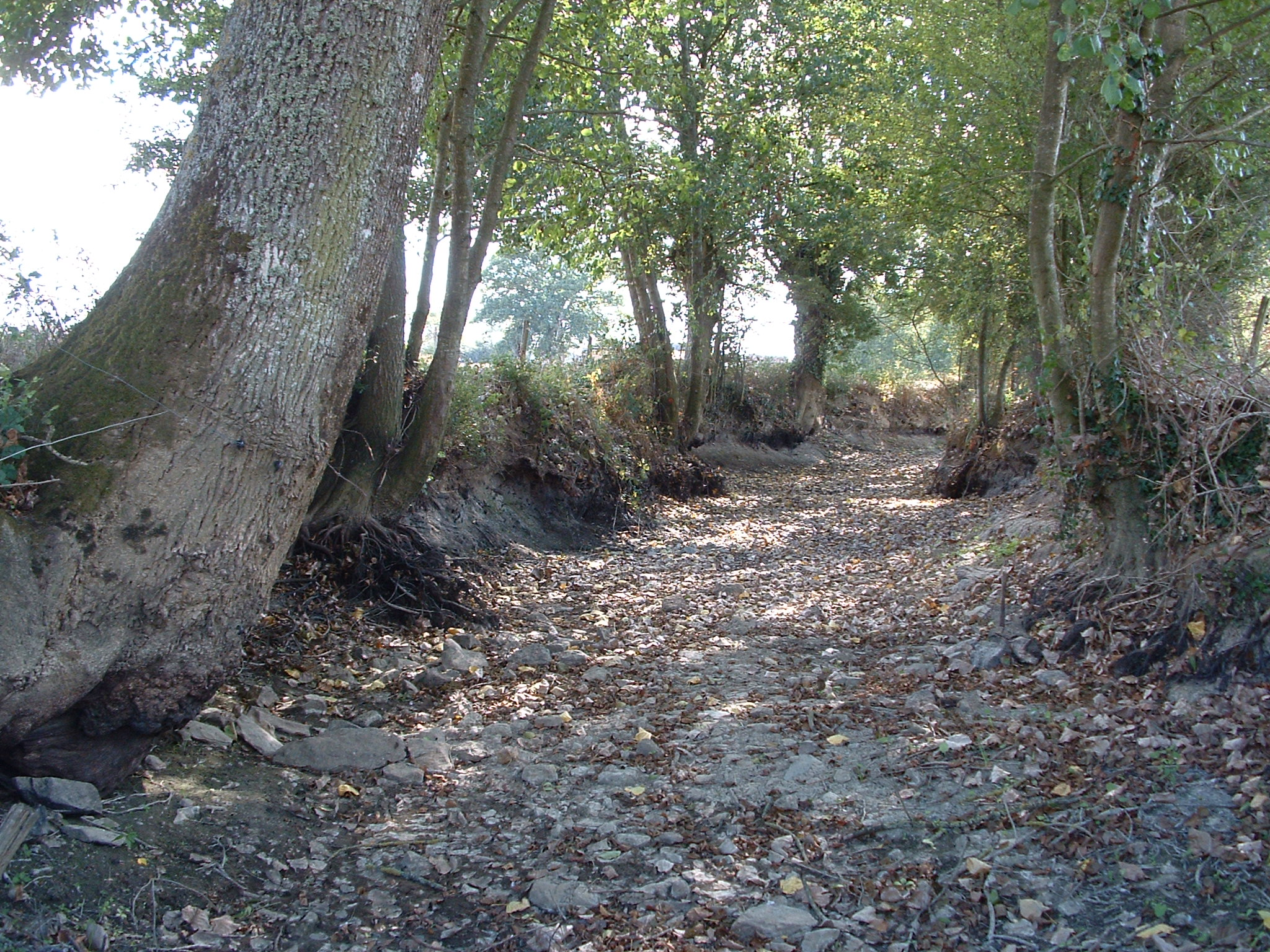
la Vaige asséchée assez souvent en fin d'été début d'automne au sud de la Bazouge
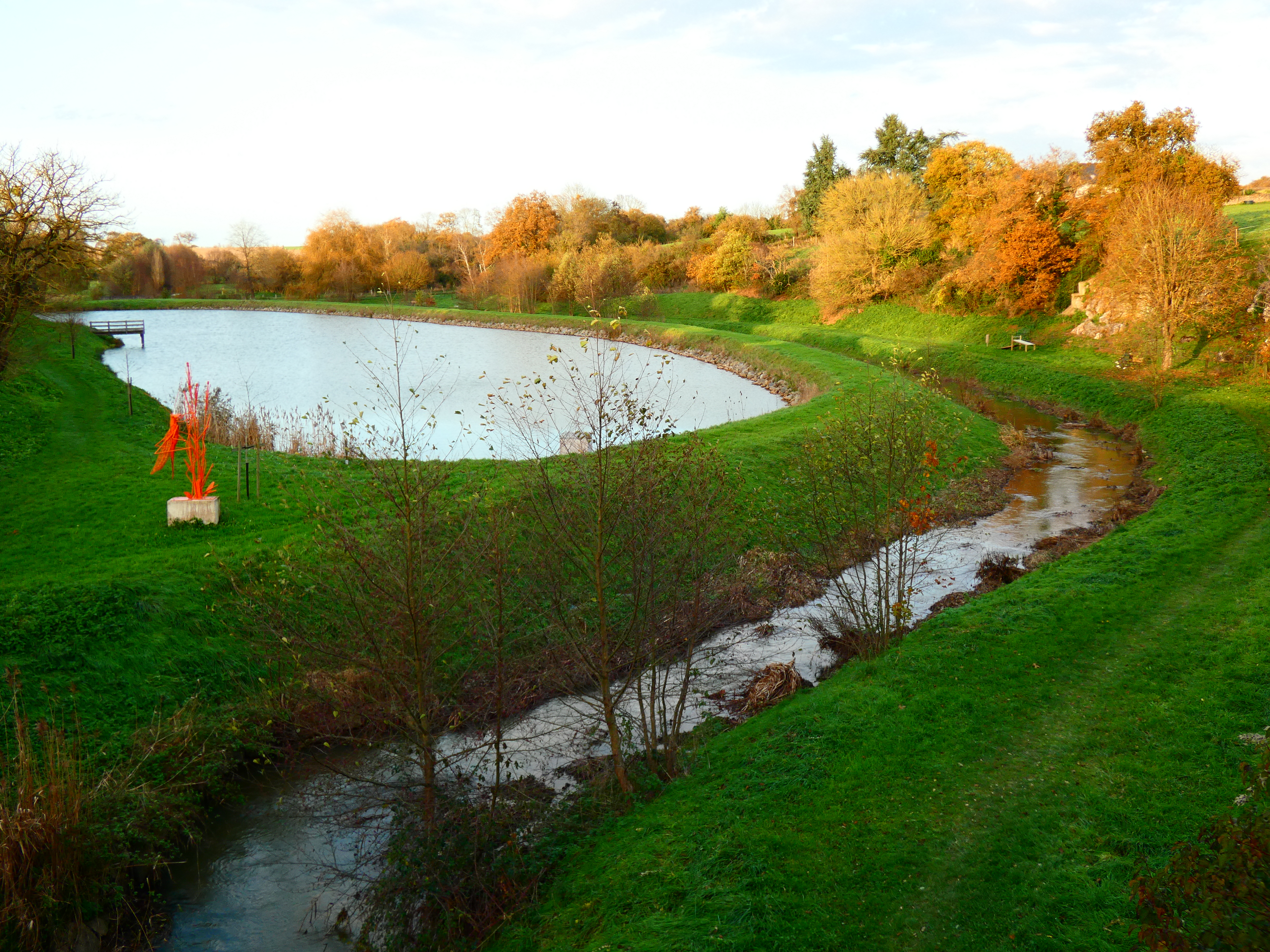
La Vaige contourne l'étang de la Bazouge-de-Chemeré depuis 2018

### Histoire des écoles

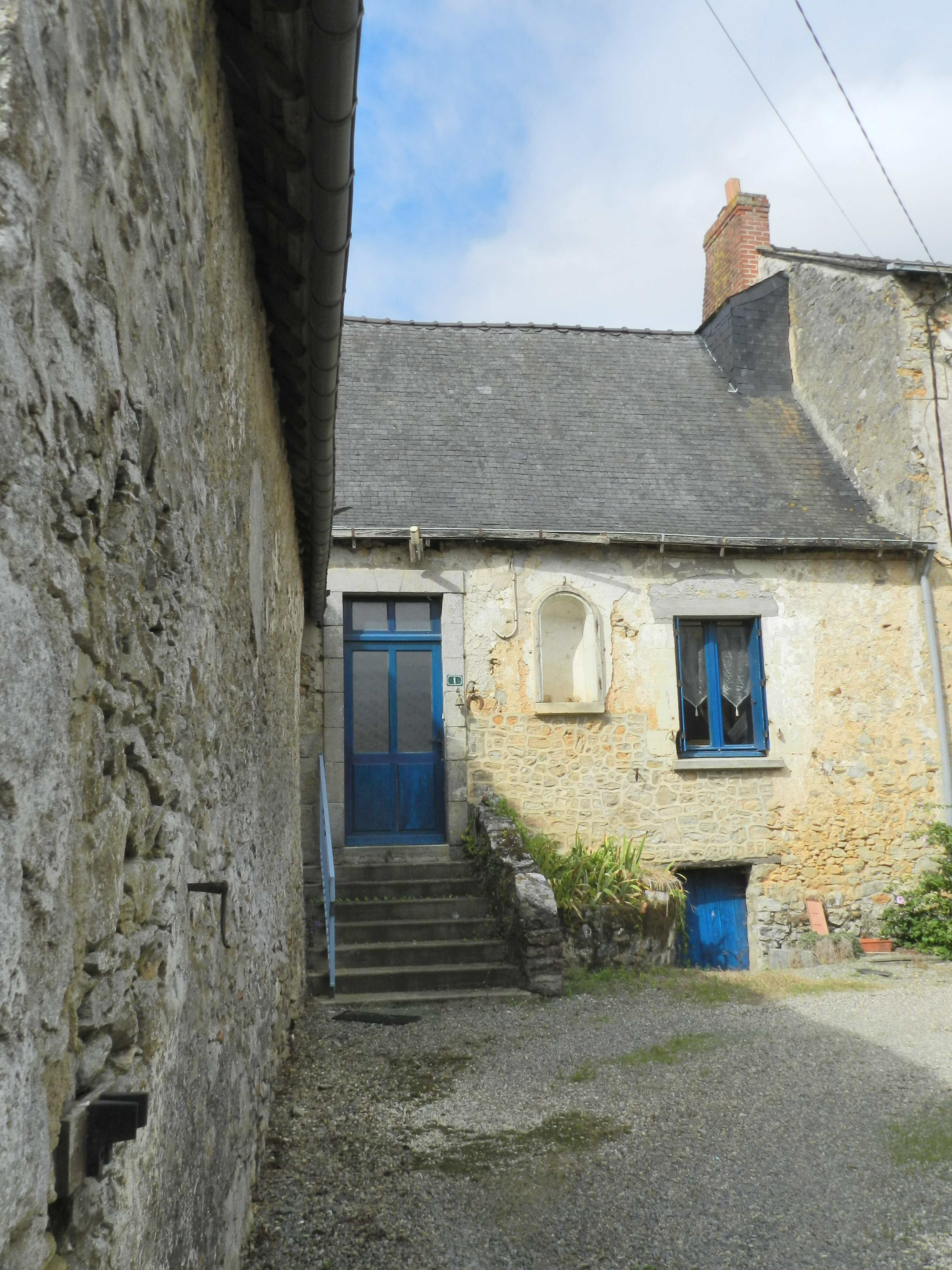
Première école municipale de garçons en 1835 (puis devenue école laïque de filles en 1887 et aujourd'hui habitation)
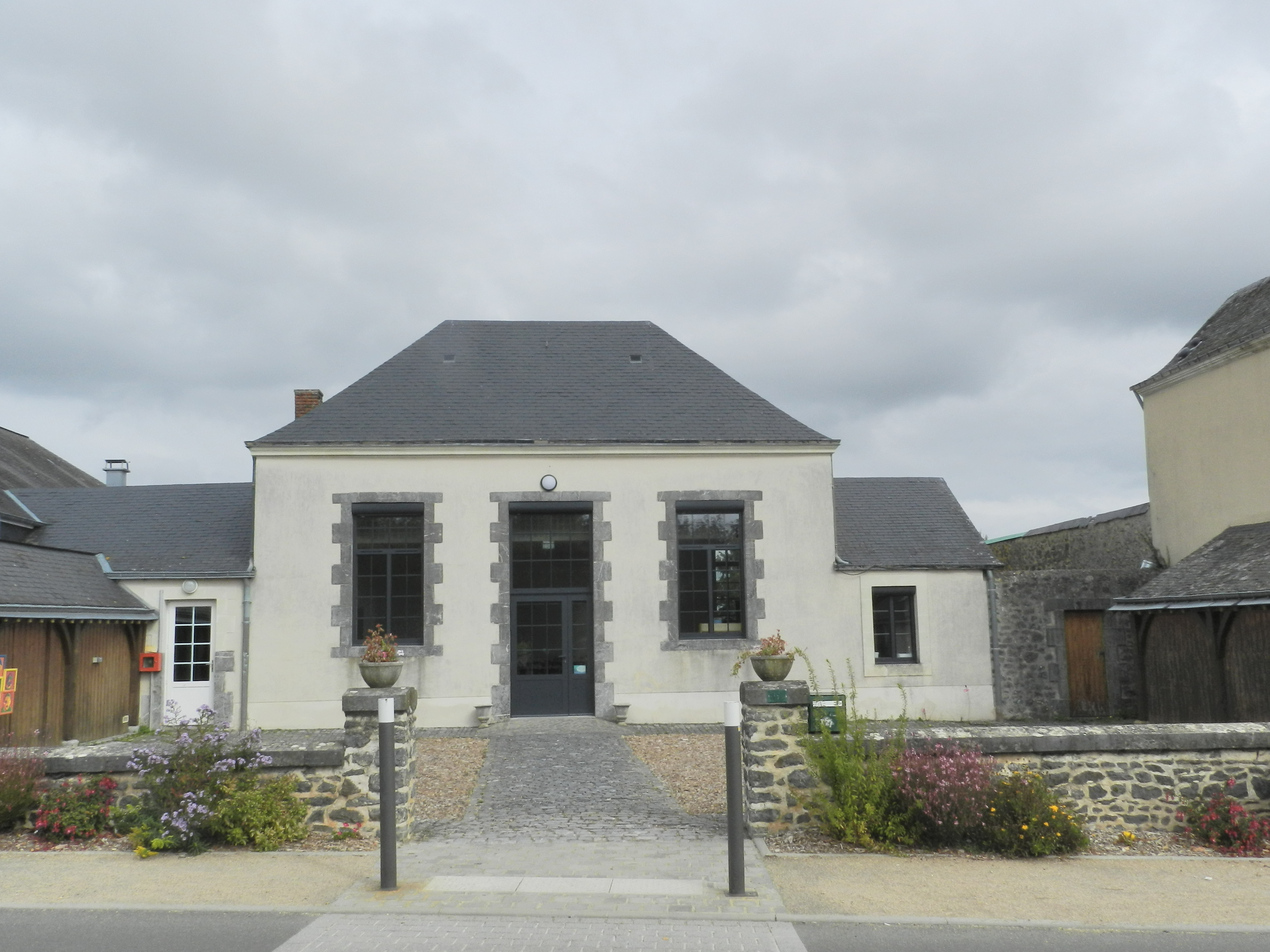
Établissement en 1849 de 2 sœurs de la charité (Evron) offrant salles d'asile pour soigner les malades et enseignement gratuit aux jeunes filles (puis devenue école enfantine laïque en 1887) (aujourd'hui salle municipale Balsigia restaurée et inaugurée le 11 octobre 2019, servant de cantine de l'école libre)
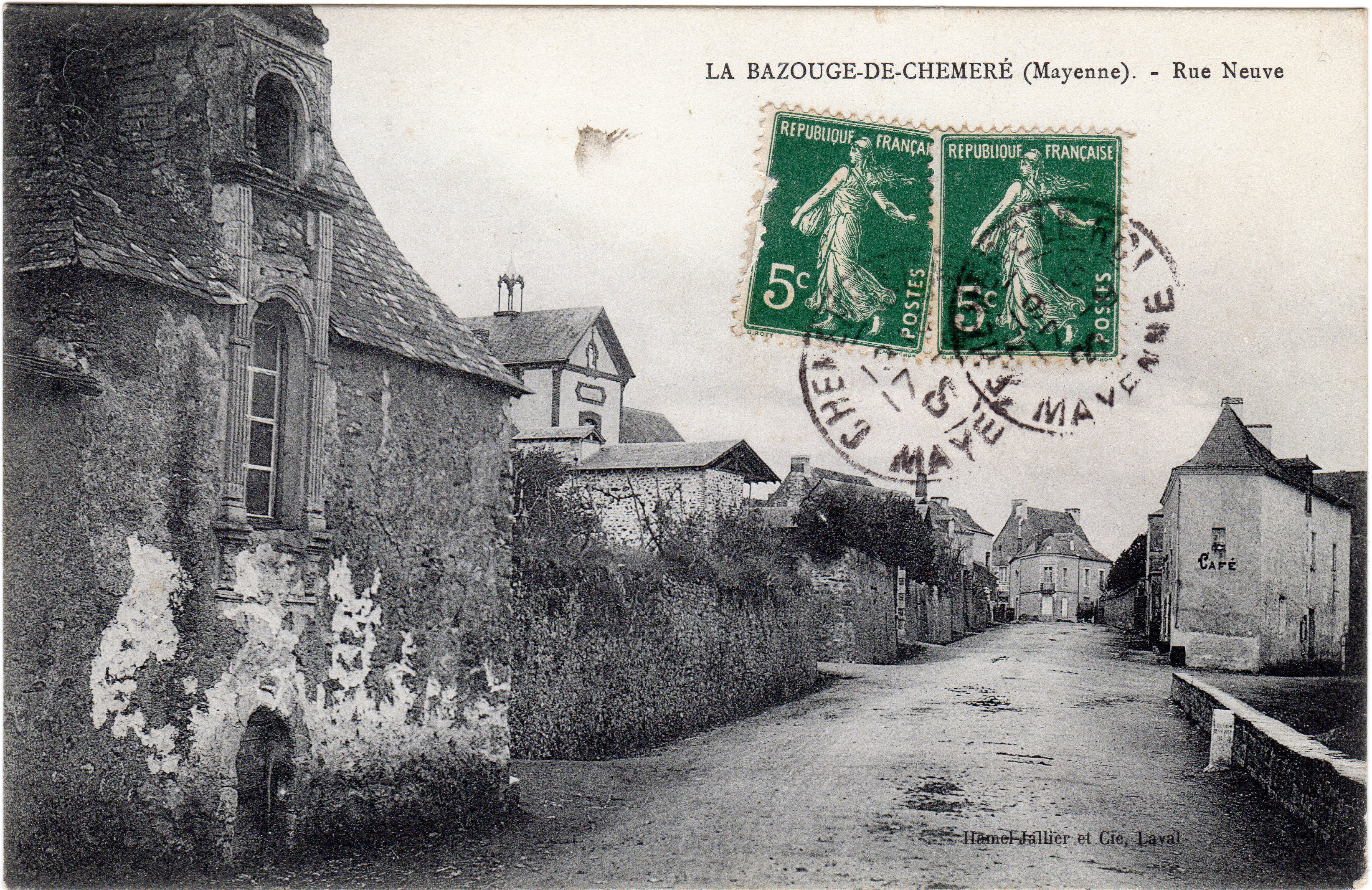
Grande école libre religieuse de filles construite en 1887 (aujourd'hui habitation) dans la rue Neuve, après la Sauvagère et en face d'un café
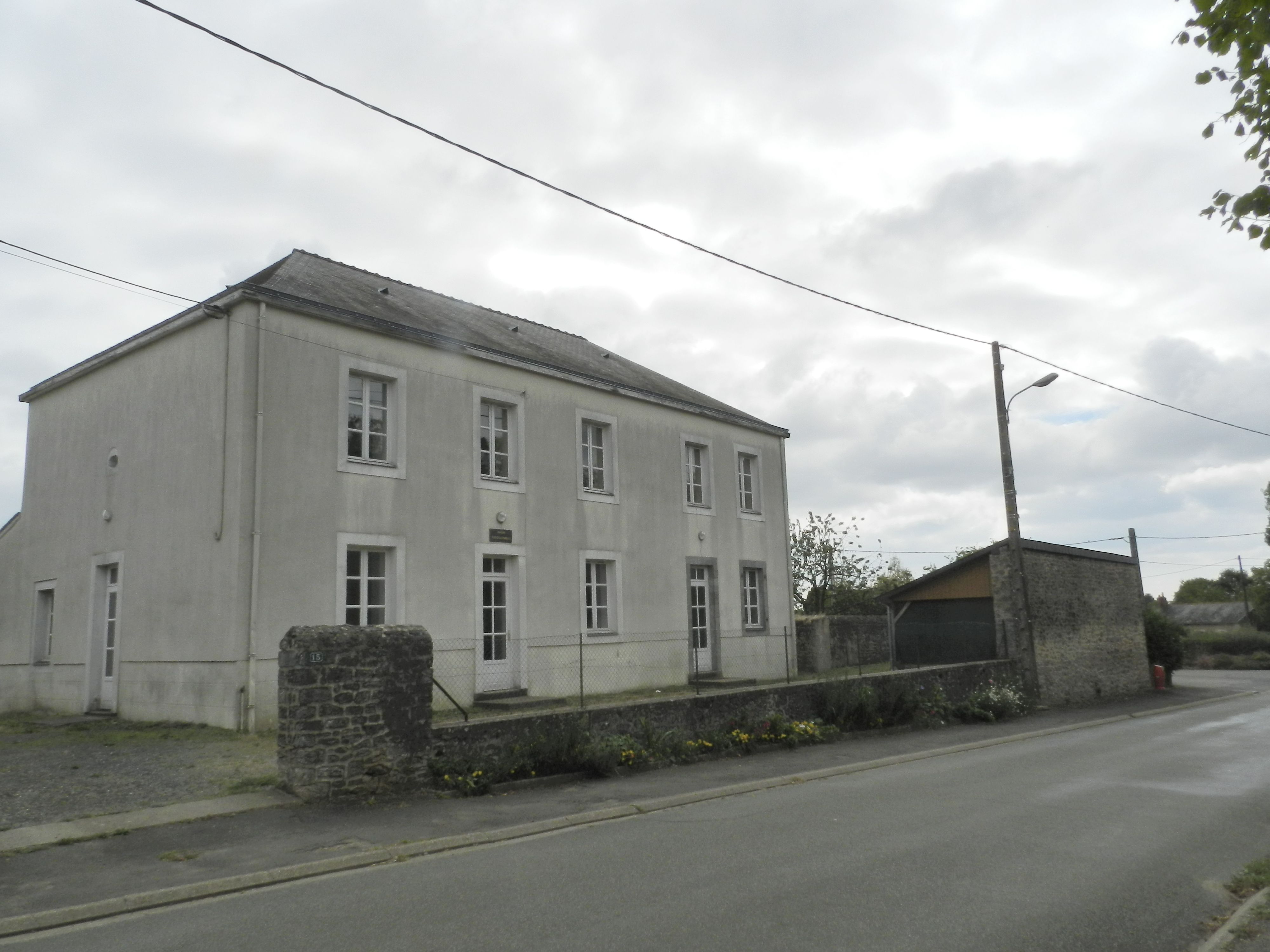
École laïque de garçons construite en 1887 (aujourd'hui salles de réunion et de cours de pastel)
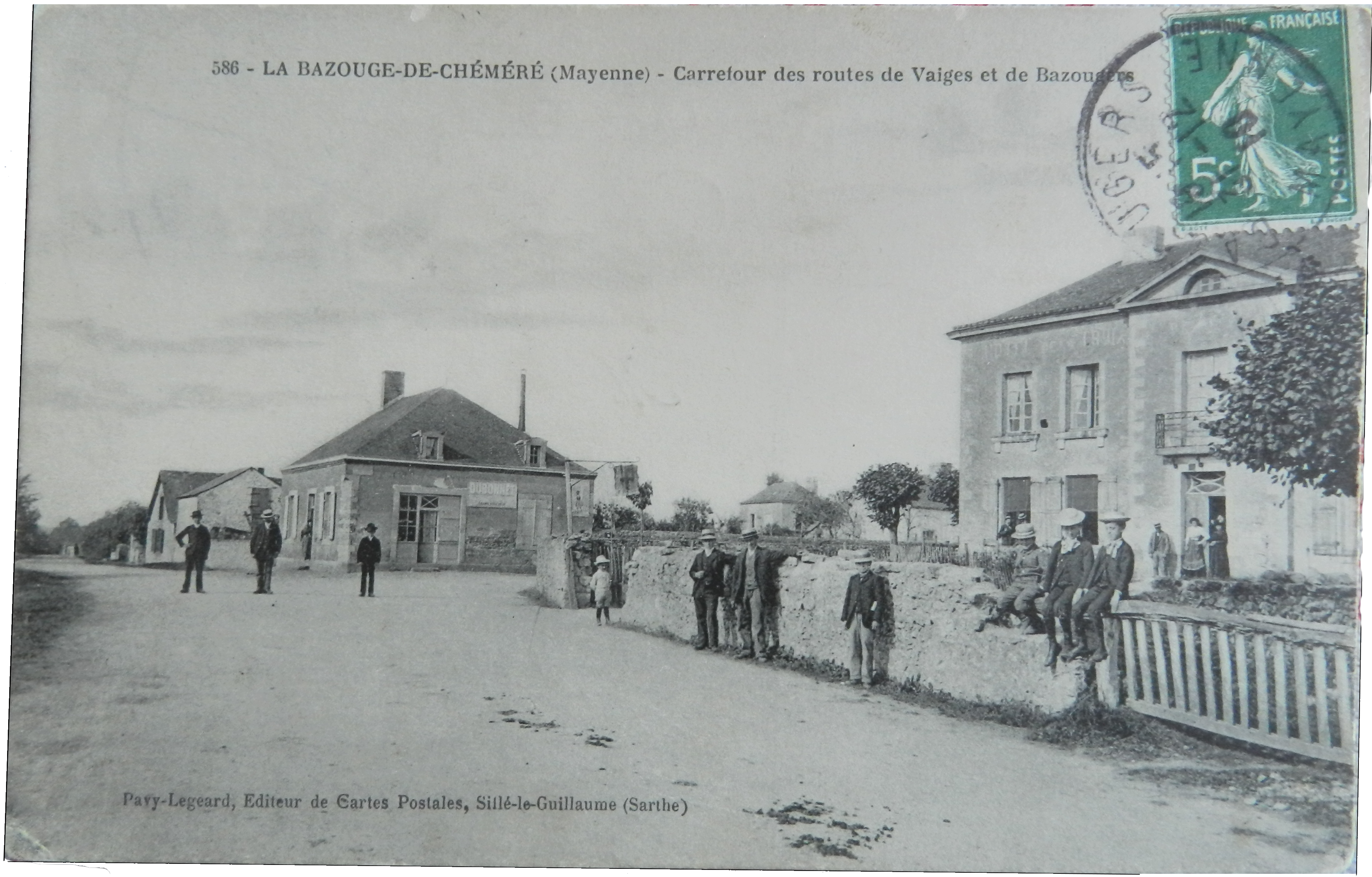
Carte postale ancienne de l'ancien hôtel de la Croix (quartier de la Croix Verte) qui sera donné vers 1925 et transformé en école libre de garçons avec salle de théâtre à l'étage
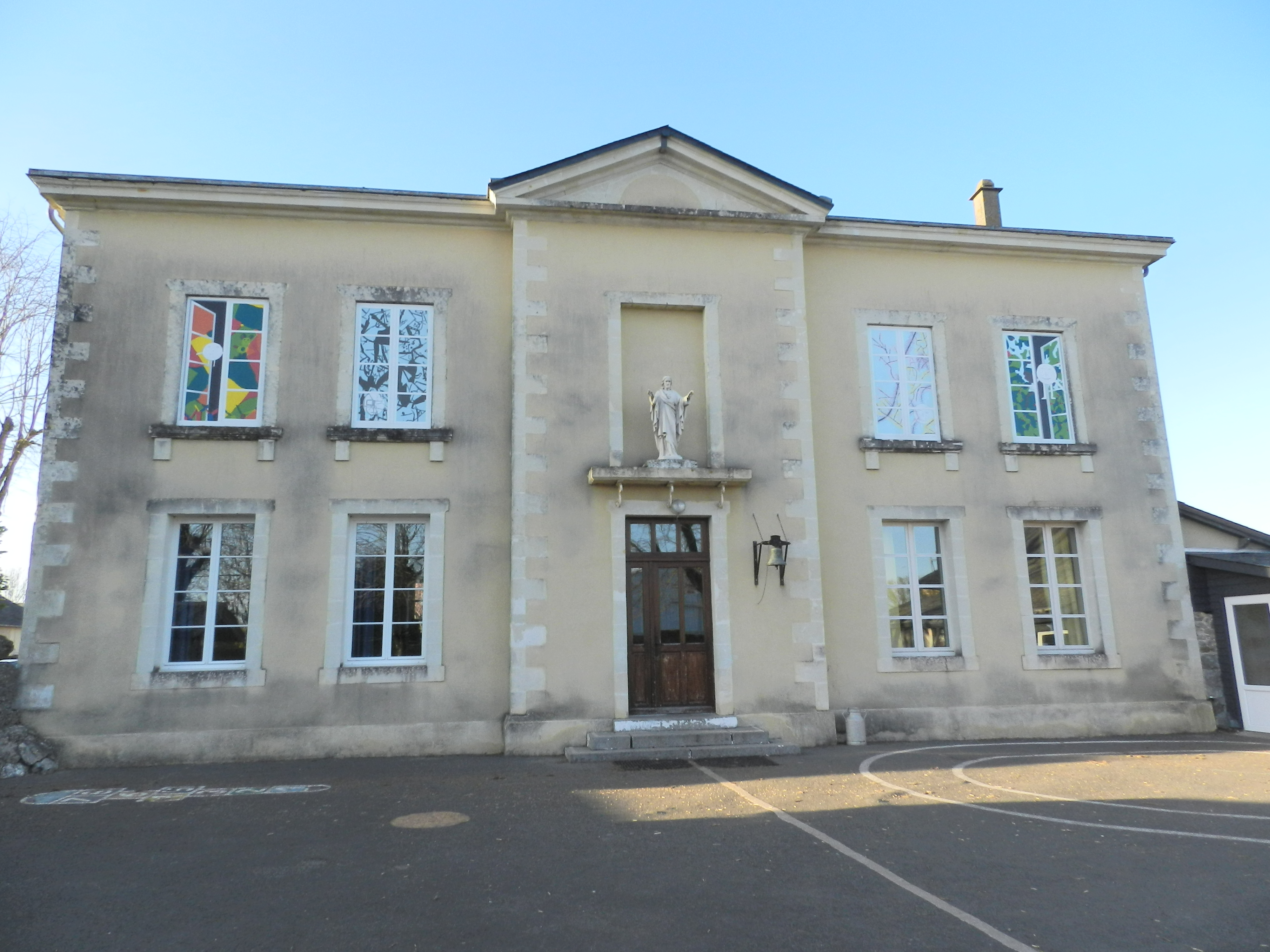
École actuelle : libre mixte, quelques classes partagées avec le bourg de Bazougers (trompe l'œil d'Isabelle Chéreau)

Ce n'est qu'après la loi Guizot de 1833 qui créa les écoles normales d'instituteurs et demanda à chaque commune de plus de 500 habitants de créer une école de garçons que la commune engagea un instituteur puis loua un local en attendant de faire construire une école bien petite. Plus tard en 1849 le président de la République Louis-Napoléon Bonaparte et son ministre de l'éducation publique et des cultes Alfred de Falloux autorisèrent la commune à recevoir des dons et des rentes pour la création et l'entretien d'un établissement annexe de 2 sœurs de la charité d'Evron à la Bazouge-de-Chemeré dans le but de soigner les indigents (asile) et d'éduquer les jeunes-filles. En 1850 Falloux ayant démissionné c'est Parieu qui fit passer la loi libéralisant l'enseignement religieux mais imposant aussi aux communes la création d'une école publique de filles si la commune avait plus de 800 habitants, ce qui était le cas à La Bazouge. Jules Ferry imposa ensuite l'école gratuite en 1881 puis obligatoire et laïque (sans crucifix) en 1882 et enfin laïcisée (sans personnel enseignant religieux) en 1886. Aussi à La Bazouge certains avaient fait construire une grande école religieuse de jeunes filles administrée par les sœurs d'Evron et avaient fait don de l'ancienne école avec salles d'asile à la municipalité pour en faire une école enfantine municipale. L'instituteur nous raconte que pour laisser vide la petite école publique de filles et remplir la nouvelle grande école libre le curé et de grands propriétaires usèrent de pressions sur les fermiers et autres locataires pour qu'ils retirent leurs filles de l'école publique. La municipalité fit en parallèle construire une école publique de garçons de taille suffisante pour la population. Tous ces bâtiments sont aujourd'hui désaffectés et réemployés. Avant guerre il y avait quatre écoles car vers 1925 l'ancien hôtel de la Croix (cf carte postale ancienne) fut donné au diocèse et transformé en école libre de garçons avec salle de spectacles à l'étage. En 1946 l'école publique de garçons devint mixte. Aujourd'hui, il ne reste aujourd'hui que cette école libre mixte qui partage des classes avec celle de Bazougers.

### Histoire d'un clocher trop pointu: l'incendie de 1926
Ce n'est qu'après la création d'un évêché à Laval en 1855 (en plus de celui du Mans) que des fonds sont arrivés en Mayenne pour agrandir les églises. En plus à la Bazouge le pic de population nécessitait un agrandissement. L'église a été beaucoup transformée jusqu'en 1868 nous dit l'abbé Angot : une tour-clocher a été construite en façade et on y a déplacé dessus la flèche auparavant située sur la croix du transept afin qu'elle attire les regards de loin.
L'abbé Angot nous dit que l'inventaire de l'église s'est déroulé le 9 mars 1906 donc sans incident contrairement à d'autres communes.
Des habitants âgés nous racontent que leurs parents leur avaient dit que le jeudi 15 juillet 1926 l'après-midi le ciel était devenu si noir que les poules étaient rentrées au bercail et puis que le soir la foudre avait frappé le clocher qui s'était embrasé. Le curé s'était agenouillé au milieu de la place pour prier. Quelques courageux avaient tenté d'essayer de sortir une partie du précieux mobilier mais sans pouvoir décrocher les grands tableaux. Puis les cloches rougeoyantes étaient tombées et le clocher s'était effondré communiquant le feu au reste de l'église. Le feu avait été combattu jusqu'au lendemain.
Le clocher fut reconstruit plus court et les cloches furent refondues et baptisées le 29 juin 1930. Lors de la reconstruction, on s'est rendu compte que la forte chaleur avait fait apparaître d'anciennes fresques cachées sous des enduits successifs : le Dict des trois morts et des trois vifs, daté de 1585, a été restauré en 1932.

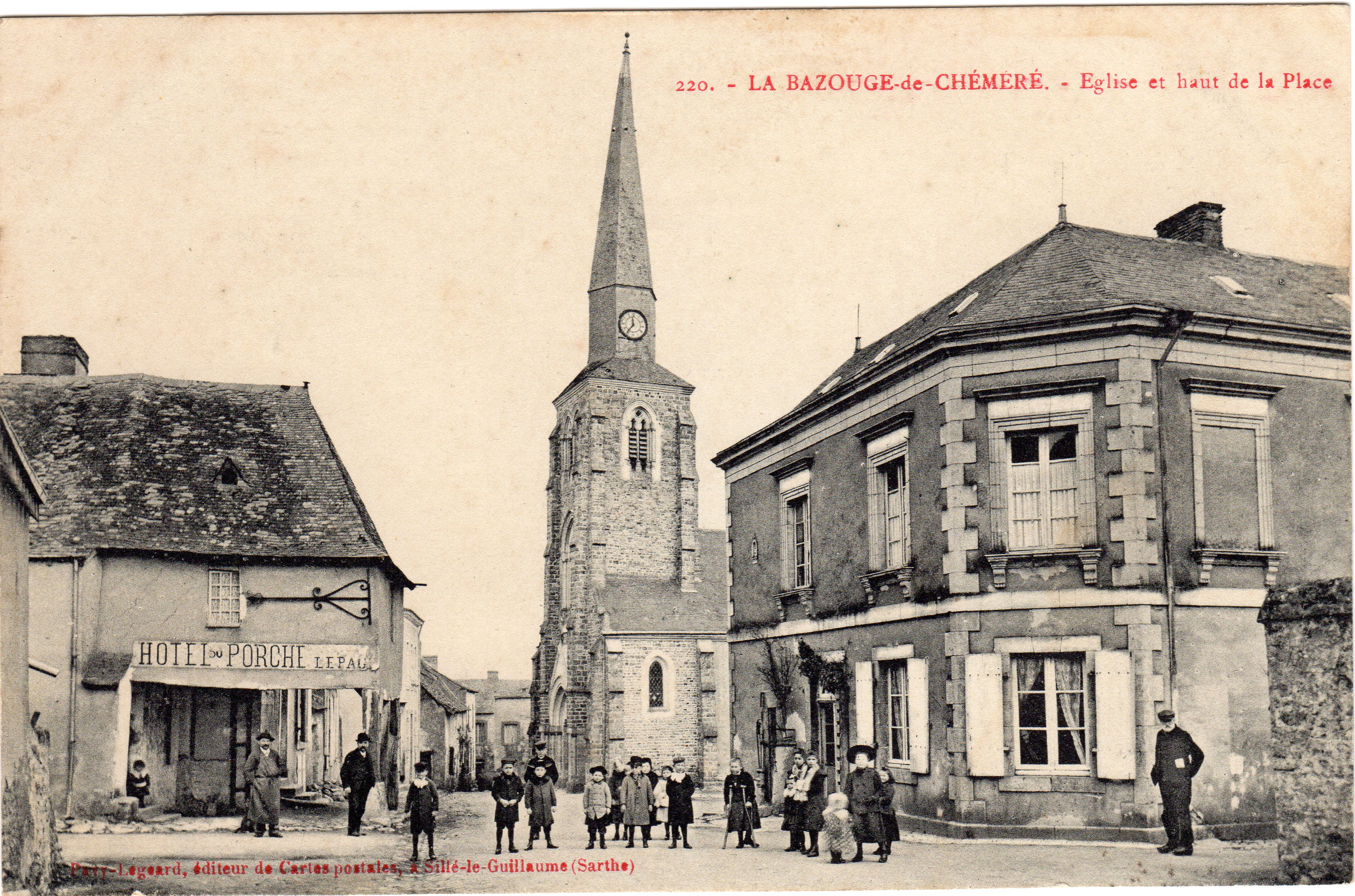
Carte postale ancienne de l'église avant 1926 avec son clocher pointu et le porche de l'hôtel du Porche.
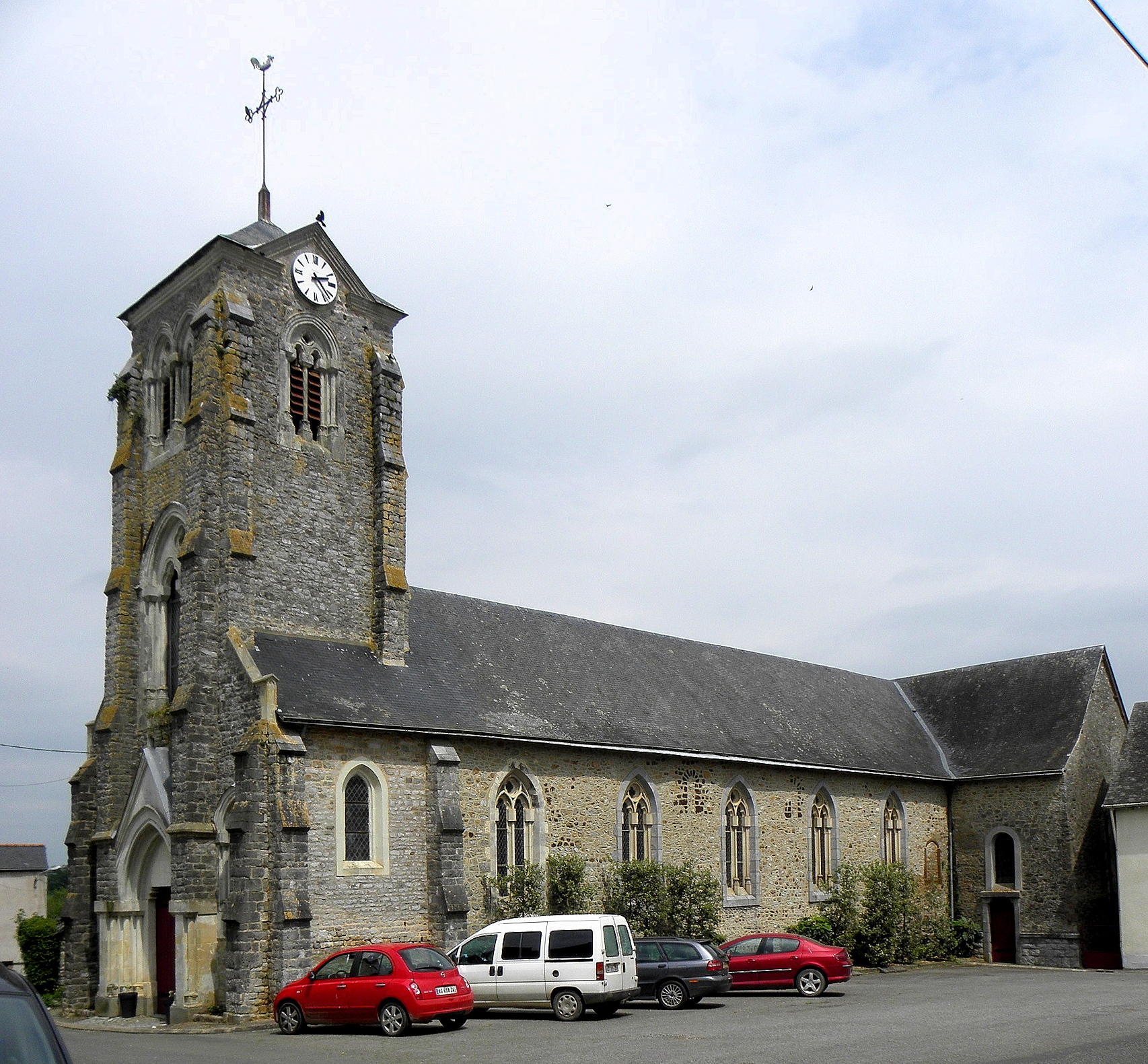
L'église paroissiale Saint-Gervais-et-Saint-Protais répertoriée au XIIe siècle, fresques du XVIe siècle, agrandie au XIXe siècle avec une tour-clocher, couverture du XXe siècle
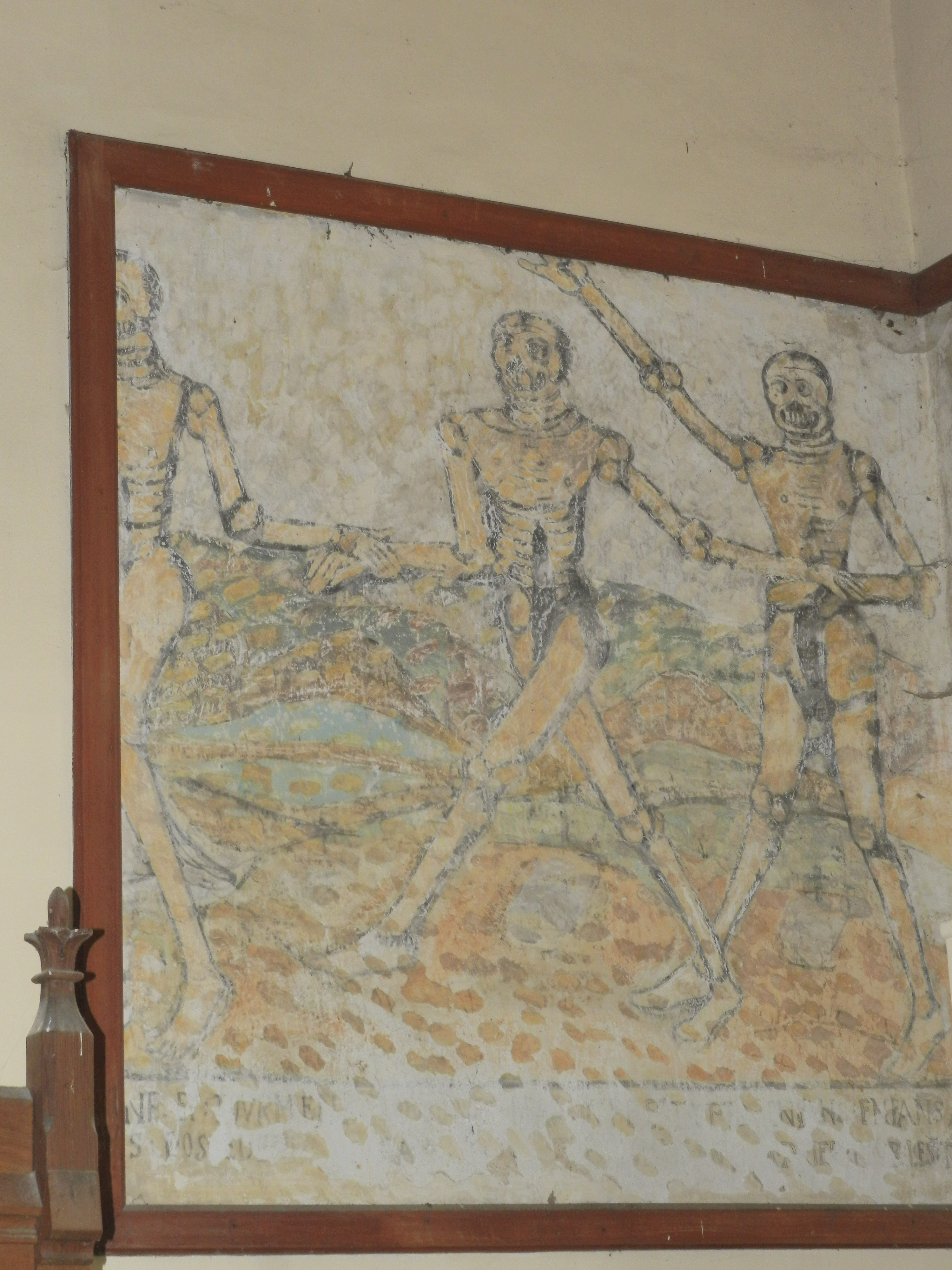
Le dict des trois morts et des trois vifs (ici les trois morts), 1585.
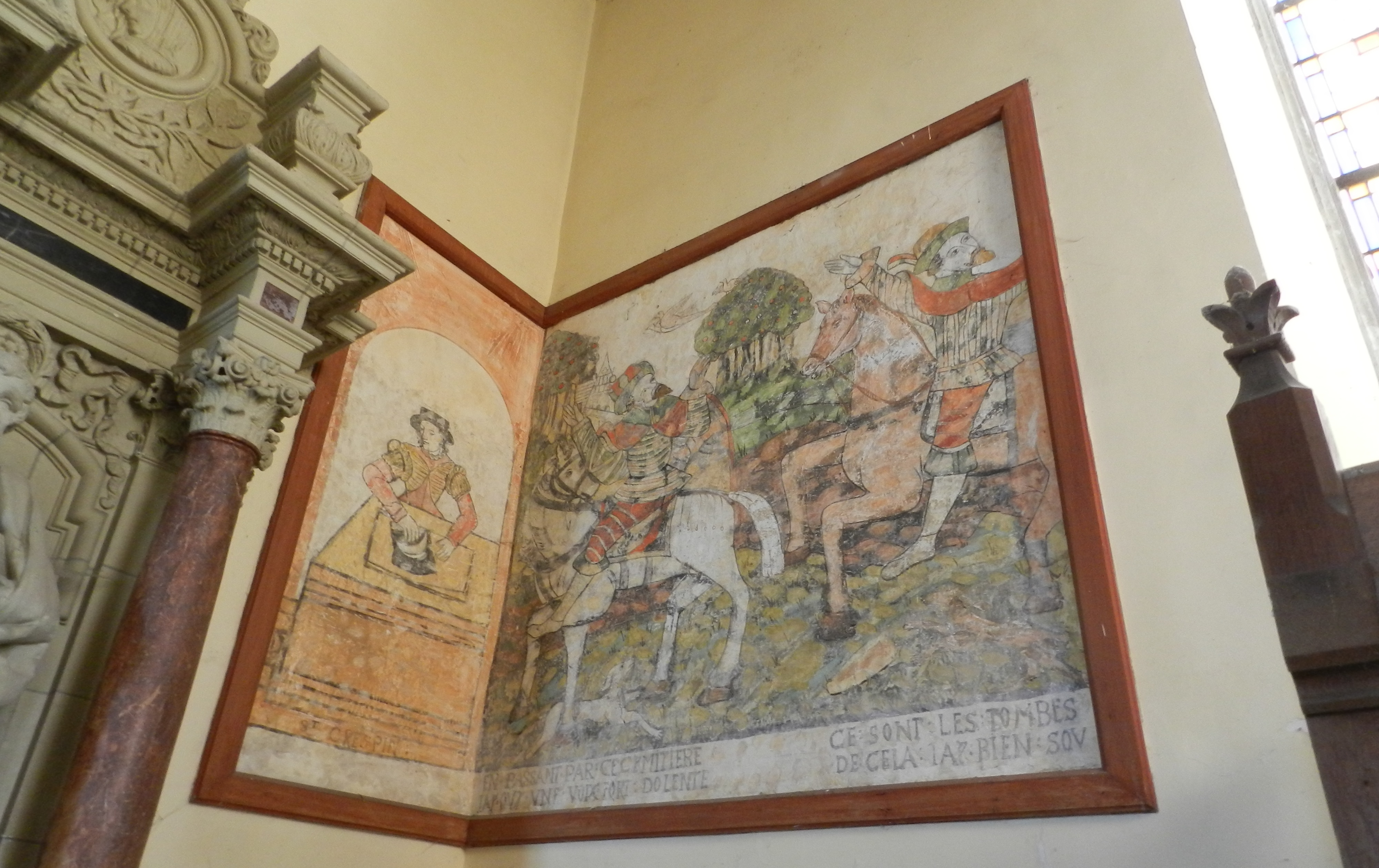
Le Dict des 3 morts et des 3 vifs(ici les 3 vifs), 1585.

### Les évènements de la Seconde Guerre mondiale
En juin 1940 l'exode arrive au bourg où des habitants leur offrent nourriture et boissons (la population du département de l'Aisne est affectée à la Mayenne et au Calvados) ; Le 17 juin 1940 des forces françaises (237e DLI) se replient en Mayenne avant de se rendre et les Allemands survolent le bourg après avoir bombardé les villages voisins (Chémeré-le-Roi : 5 civils tués et à La Cropte sur la route : quelques vaches tuées à la Cour du Bois-Bureau). Le peintre italien Giuseppe Tribus immortalisera plus tard le survol inquiétant de ces bombardiers vrombissants (voir iconographie).
En octobre 1942 le maire organise un tirage au sort à la demande du préfet pour envoyer deux jeunes, même agriculteurs, pour l'Organisation Todt à Lorient (construction de la base de sous-marins). En novembre 1942 le maire démissionnera. Lors de la permission de Noël un des jeunes partit se cacher et passera le restant de la guerre dans une ferme voisine chez un parent. En février 1943 tous les jeunes des classes 40-41-42 seront recensés et ceux qui ne sont pas agriculteurs partiront au STO mais le nouveau maire a volontairement omis de rappeler l'existence des 2 jeunes tirés au sort. En juillet 1943 ils y seront tous appelés et les réfractaires partiront se cacher. Un résistant à Evron fournissait de fausses cartes d'identité.
En 1944, une colonne blindée allemande remonte à toute allure du sud vers le Cotentin. Les éclaireurs ont tracé des runes au carrefour pour indiquer la bonne direction et elles sont encore visibles sur une maison. Le 6 juillet 1944, Germaine Augustine Lepage épouse Benois, est tuée sur la route D57 de Soulgé-le-Bruant par les Allemands à l'âge de 34 ans et enterrée à la Bazouge où sa mère l'a élevée. Pour son acte héroïque elle est qualifiée de morte pour la France. Les allemands grimpent dans la cheminée de la mine pour voir au loin arriver les américains qui le 6 août 1944 libèreront le village voisin, Vaiges.

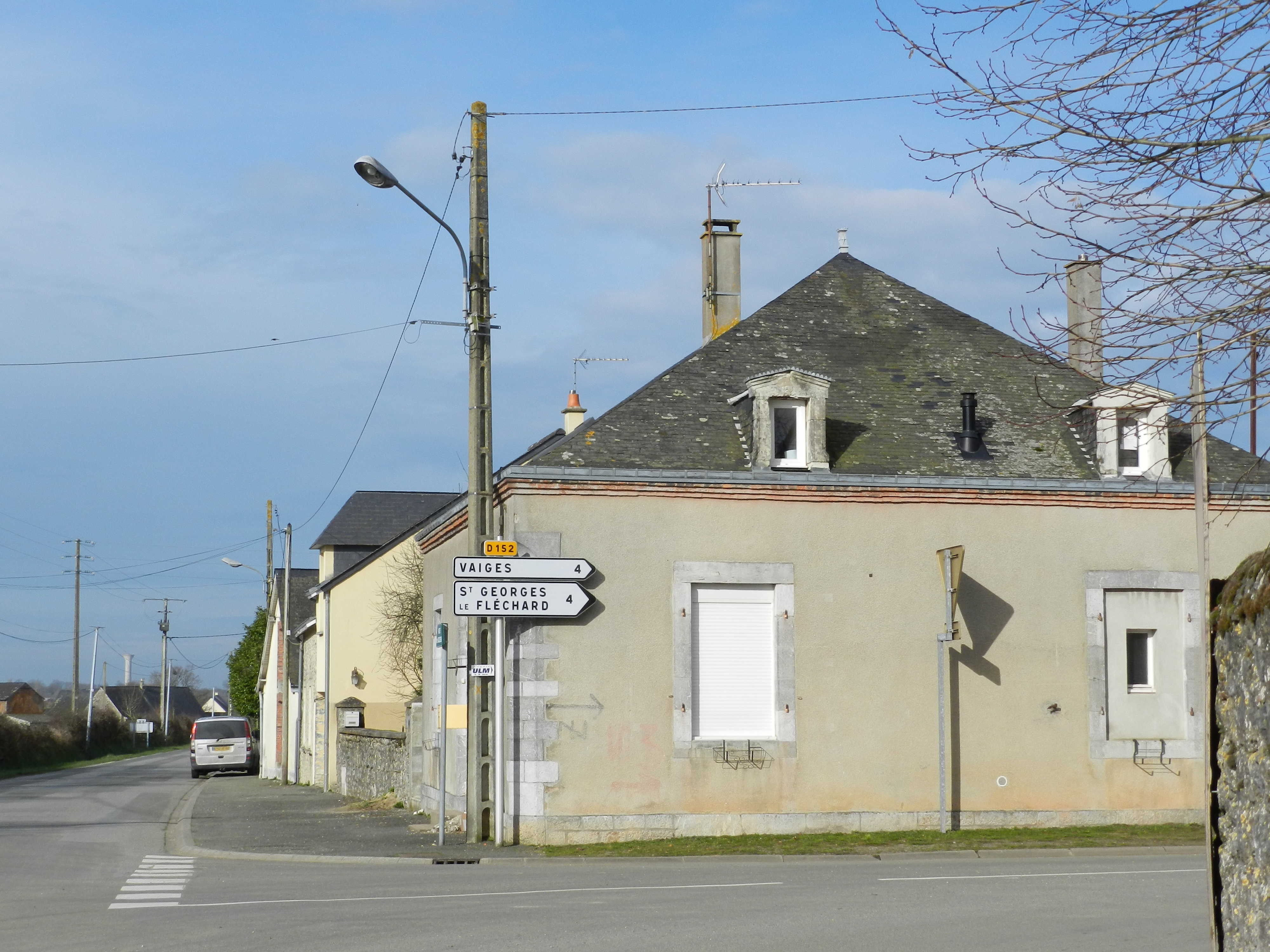
Maison sur laquelle les éclaireurs de l'armée allemande ont tracé des runes indiquant la bonne direction en juin 1944
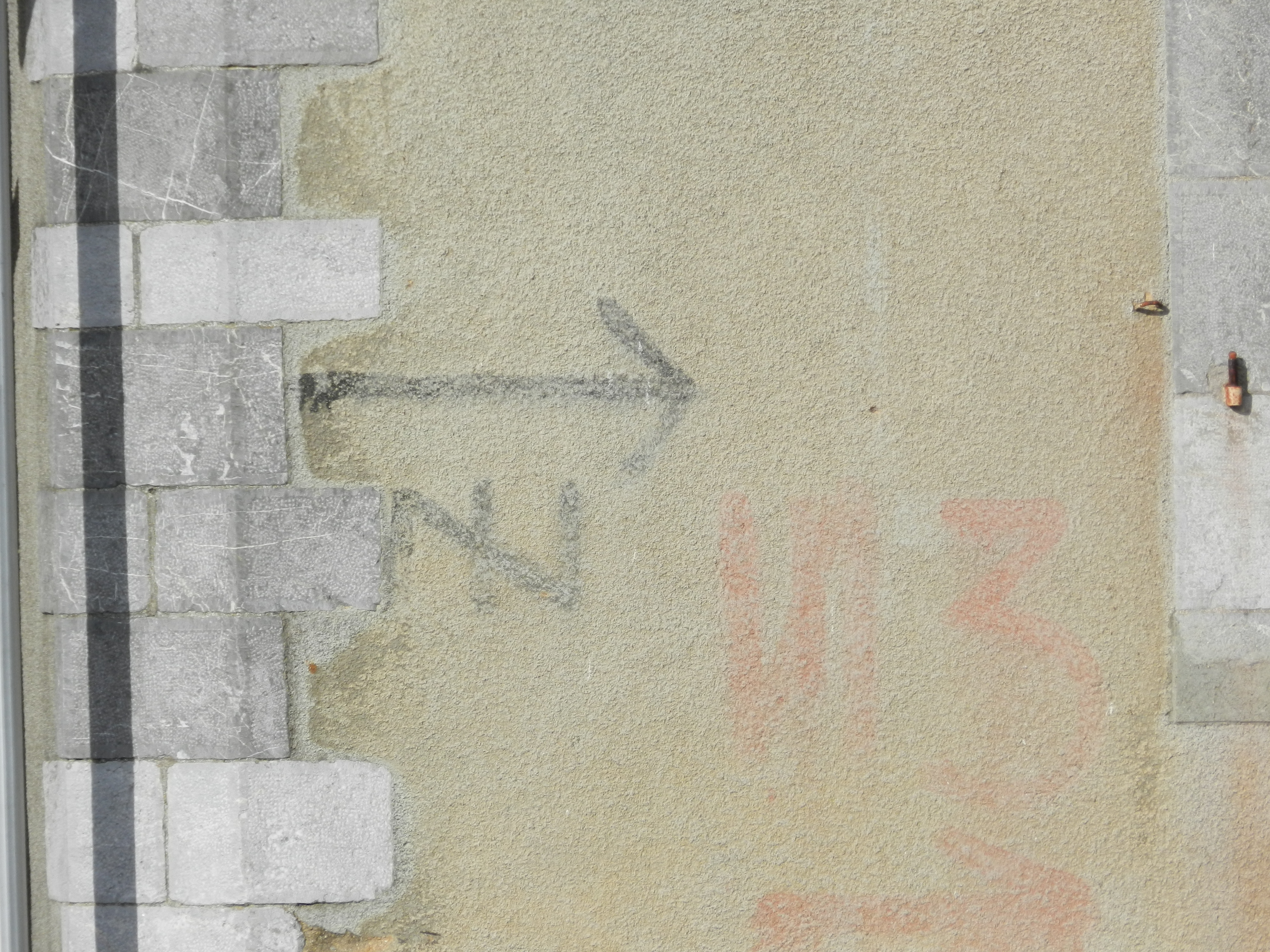
gros plan sur les runes

## Politique et administration
| Période                                  | Période       | Identité                   | Étiquette | Qualité                           |
| ---------------------------------------- | ------------- | -------------------------- | --------- | --------------------------------- |
| 1798                                     | 1800          | Pierre Letessier           |           |                                   |
| 1804                                     | 1813          | Pierre Joly                |           | Notaire                           |
| 1815                                     |               | Henri Lebreton             |           |                                   |
| 1821                                     | 1824          | Urbain Paris               |           |                                   |
| 1827                                     | 1830          | René Chantelou             |           | Propriétaire                      |
| 1835                                     | 1836          | Henri Lebreton             |           |                                   |
| 1841                                     |               | Isaac Bigot                |           |                                   |
| 1846                                     | 1856          | René Chantelou             |           | Propriétaire                      |
| 1856                                     | 1862          | Auguste Couléard-Desforges |           | exploitant de carrières           |
| 1862                                     | 1870          | Bertron                    |           |                                   |
| 1871                                     | 1873          | Jean Poirier               |           | maréchal-ferrant                  |
| 1873                                     | 1884          | Joseph Beaujean            |           |                                   |
| 1884                                     | 1908          | Auguste Croissant          |           |                                   |
| 1909                                     |               | Mathurin Chapelain         |           |                                   |
|                                          | 1935          | François Bougeant          |           | Agriculteur                       |
| 1935                                     | novembre 1942 | Auguste Gruau              |           | Agriculteur                       |
| novembre 1942                            | 1967          | Louis Bouvier              |           | Agriculteur Commandant de réserve |
| 1967                                     | 1989          | Marcel Huaulme             |           | Agriculteur                       |
| 1989                                     | 2001          | Gustave Ferrand            |           | Agriculteur                       |
| 2001                                     | mars 2014     | Gabriel Gélineau           |           | Commercial, retraité              |
| mars 2014                                | avril 2022    | Franck Legeay              |           | Agriculteur                       |
| 25 avril 2022                            | En cours      | Marie Mandelli-Martin      |           |                                   |
| Les données manquantes sont à compléter. |               |                            |           |                                   |

## Population et société

### Démographie
L'évolution du nombre d'habitants est connue à travers les recensements de la population effectués dans la commune depuis 1793. Pour les communes de moins de 10 000 habitants, une enquête de recensement portant sur toute la population est réalisée tous les cinq ans, les populations de référence des années intermédiaires étant quant à elles estimées par interpolation ou extrapolation. Pour la commune, le premier recensement exhaustif entrant dans le cadre du nouveau dispositif a été réalisé en 2006.
En 2022, la commune comptait 495 habitants, en évolution de −3,7 % par rapport à 2016 (Mayenne : −0,73 %, France hors Mayotte : +2,11 %).
| 1793  | 1800 | 1806 | 1821  | 1831  | 1836  | 1841  | 1846  | 1851  |
| ----- | ---- | ---- | ----- | ----- | ----- | ----- | ----- | ----- |
| 1 070 | 959  | 976  | 1 054 | 1 201 | 1 350 | 1 439 | 1 699 | 1 813 |

| 1856  | 1861  | 1866  | 1872  | 1876  | 1881  | 1886  | 1891  | 1896 |
| ----- | ----- | ----- | ----- | ----- | ----- | ----- | ----- | ---- |
| 1 651 | 1 452 | 1 336 | 1 206 | 1 233 | 1 160 | 1 151 | 1 077 | 950  |

| 1901 | 1906 | 1911 | 1921 | 1926 | 1931 | 1936 | 1946 | 1954 |
| ---- | ---- | ---- | ---- | ---- | ---- | ---- | ---- | ---- |
| 877  | 851  | 830  | 709  | 700  | 655  | 689  | 644  | 658  |

| 1962 | 1968 | 1975 | 1982 | 1990 | 1999 | 2006 | 2011 | 2016 |
| ---- | ---- | ---- | ---- | ---- | ---- | ---- | ---- | ---- |
| 656  | 592  | 494  | 447  | 406  | 443  | 504  | 520  | 514  |

| 2021 | 2022 | - | - | - | - | - | - | - |
| ---- | ---- | - | - | - | - | - | - | - |
| 502  | 495  | - | - | - | - | - | - | - |

On peut expliquer que le pic de population, beaucoup plus important que celui des communes voisines, est ici dû à l'arrivée de nombreux mineurs vers 1830 puis des cantonniers et bâtisseurs en 1840 venus moderniser totalement la voirie jusqu'en 1850. C'est alors que les mines se sont régulièrement mécanisées en améliorant leur productivité. La dégringolade fin XIXe siècle et début  XXe siècle se poursuit avec la crise qui a suivi l'arrêt des mines et des fours à chaux provoquant en plus le départ de commerçants et d'artisans. Enfin la stabilité est atteinte de 1920 jusqu'à 1960 malgré deux guerres et la rapide modernisation de l'agriculture. Mais la disparition des trop petites fermes et l'emploi de services et d'industrie dans les villes voisines a fait repartir l'exode rural (-39% de 1962 à 1990) jusqu'au début du XXIe siècle où des travailleurs de la région qui sont venus élire domicile à la campagne ont inversé la tendance et mené à une nouvelle stabilité.

## Économie
L'industrie s'est totalement arrêtée en 1896 : Les mines de charbon de La Bazouge-de-Chemeré ont été comblées, les fours à chaux définitivement éteints et les carrières de calcaire abandonnées. Une tentative de reprendre l'extraction de l'anthracite en 1926 sans trop de débouchés s'est soldée par un échec.
L'économie depuis le XXe siècle est donc agricole (à 56% aujourd'hui) : agriculture classique ou bio et surtout élevage facilité par l'ancien bocage puis l'élevage hors-sol. A savoir la production laitière, l'élevage de bovins, de volailles labellisées ("Volailles de Loué"), de porcs et de truies reproductrices, de chevaux de course et leur entraînement, de moutons. Il y a même un élevage de chèvres angora produisant de la laine mohair.
Commerce, transports et services ne représentent plus que 28% de l'activité du bourg d'après l'INSEE.
L'activité touristique consiste depuis 40 ans en quelques gîtes ruraux et chambres d'hôte et depuis peu une base ULM.
Un restaurant-commerce-poste sert les repas de midi la semaine ou pour des évènements depuis novembre 2010.

## Lieux et monuments

### Bâtiments
- L'église paroissiale offre une représentation murale du Dit des trois morts et des trois vifs : trois jeunes gentilshommes sont interpelés dans un cimetière par trois morts, qui leur rappellent la brièveté de la vie et l'importance du salut de leur âme.
- La Sauvagère, maison ancienne, remarquée par l'abbé Angot et remaniée depuis.

### Patrimoine
- La « babillarde », à droite de l'église, stèle en pierre sur laquelle montait le garde champêtre pour lire les annonces.

### Patrimoine industriel
- Les fours à chaux avec leurs rampes de chargement, l'ouverture du dessus : le gueulard, les ouvertures à la base : les ouvreaux.
- Les maisons de mineurs.
- La chapelle des mineurs sur la route qui mène à la mine.
- La vieille mine avec sa cheminée à côté d'une base ULM.

### La Bazouge à travers les peintres
- L'hôtel du Porche immortalisé en 1914 par Félix Desille : situé avant 1850 sur l'unique route principale, Désille souhaitait déjà qu'on le restaure et qu'on le conserve[62]
- La rue de l'église, le soir sous la neige et La rue de l'église, le soleil après la pluie, immortalisées par Édouard Cortès dans les années 1940, tableaux qui ont été vendus par la galerie Rehs de New York.
  - Peinture d'Edouard Cortès vendue par la galerie REHS N-Y : La Bazouge-de-Chemeré le soir sous la neige (vers 1945)
  - Peinture d'Edouard Cortès vendue par la galerie REHS N-Y : La Bazouge-de-Chemeré le soleil après la pluie (vers 1945)
- Le porche de l'hôtel du Porche et le clocher de l'église peint par un anonyme entre 1930 et 1955 ; Le porche a été abattu vers 1955.
- le clocher de l'église d'avant l'incendie de 1926 (avec ou sans le porche) immortalisé dans les années 1943 et 1945 par Giuseppe Tribus.

| Images externes   |                                                                    |
| l'Hôtel du Porche |                                                                    |
|                   | l'Hôtel du Porche 1914, Félix Désille, aquarelle                   |
|                   | Le porche de l'Hôtel et le clocher de l'église Anonyme, circa 1950 |

## Activités et manifestations
Chaque année le salon mayennais de l’agriculture biologique et du développement durable, Planète en fête, se tient dans une localité différente : les samedi 6 et dimanche 7 juillet 2019 il s'est tenu à la Bazouge.

### Assemblée
L'assemblée ou fête du village se tient le dernier week-end du mois d'avril.

### Soirée douceur
Chaque dernier jeudi du mois d’août, les producteurs et artisans locaux se rassemblent autour d’un marché estival en semi-nocturne, suivi d'une animation en extérieur.

### Jumelage
- Balschwiller (France) depuis 1993[63].

En 1970-71 un joueur de foot de la Bazouge effectuant son service militaire à Mulhouse a intégré le week-end l'équipe de Balschwiller en tant que gardien de but  créant la connexion qui aboutit plus tard au jumelage concrétisé complètement en 1994 à la Bazouge. Maintenant tous les deux ans soit la commune reçoit des habitants de Balschwiller soit c'est le contraire.

### Théâtre
- Une troupe d'amateurs qui montent des pièces et les présentent régulièrement au public.

### Pastel
- Des cours de pastel sont donnés par un maître pastelliste.

### Football
La commune dispose d'un terrain de football depuis les années 1970.

### ULM
Une base ULM nommée Pégase s'est installée sur la Vieille mine.

## Personnalités liées à la commune
- Giuseppe Tribus peintre décorateur italien du Trentin, est venu peindre l'avant-scène du théâtre[66], à Noël 1942 après s'être échappé de l'Organisation Todt qui gérait la construction de la Base sous-marine de Saint-Nazaire[67]. Pendant la guerre il peignit le portrait d'un soldat resté prisonnier et échangeait souvent un tableau contre du matériel ou des repas. Après guerre, les jeunes voulurent le remercier de la belle décoration du théâtre aussi Tribus créa pour eux une pièce sur la guerre, il en peignit les décors, participa à la mise en scène avec l'abbé Bondis et proposa même un jeune acteur[68]. Les jeunes lui remirent la recette de la pièce[69]. Plus tard Tribus partit en 1947 au Bourgneuf-la-Forêt poursuivre sa carrière de décorateur de théâtre mais il revint cependant quelques fois échanger un tableau contre le gîte et le couvert puisqu'un jeune enfant né en 1942 se souvient encore en 2020 de l'avoir vu peindre les chevaux dans le pré sur son chevalet.

### Cartographie
- Les anciens puits de mines de La Bazouge de Chemeré indiqués sur la carte géologique (Géoportail)
- La Bazouge-de-Chemeré en 1706 : Carte de Jaillot pour l'évêché du Mans (Gallica)
- La Bazouge-de-Chemeré en 1766 : Carte de Cassini de la Mayenne sud (Gallica)
- La Bazouge-de-Chemeré en 1834 sur le Cadastre dit napoléonien  (Archives de la Mayenne)
- Carte itinéraire du département de la Mayenne de 1857 et 1869 (Gallica)
- Remonter le temps = vue aérienne de 1949 à nos jours ; voir les routes se goudronner, l'élevage hors-sol se développer, les haies disparaitre, le plan d'eau et le terrain de foot apparaître (en haut de la carte choisir une année et chercher s'il y a des points verts indiquant une vue aérienne générale ou très localisée ; dans ce cas cliquer dessus pour voir la photographie aérienne puis la refermer) (IGN)